# Arte cisterciense
Se denomina arte cisterciense al desarrollado por los monjes cistercienses en la construcción de sus abadías a partir del siglo XII, momento de la expansión inicial de esta orden religiosa. La orden cisterciense nació como una reforma de la cluniacense, con el deseo de eliminar todo el peso que ejercían en la vida temporal. Por eso buscan el yermo como lugar de emplazamiento para sus monasterios.
Sus construcciones prescinden de los adornos, en consonancia con los preceptos de su orden de ascetismo riguroso y pobreza, consiguiendo unos espacios conceptuales, limpios y originales. Su estilo se inscribe en el final del románico, con elementos del gótico inicial, lo que se ha llamado «estilo de transición».
La Orden, siguiendo la Regla de San Benito, observa el aislamiento y la clausura, por lo que este arte se desarrolla en construcciones interiores para el uso de los monjes: iglesia, claustro, refectorio o sala capitular. Estas dependencias se encuentran dispuestas generalmente de la misma manera. 
La expansión de la Orden fue dirigida por el Capítulo General, integrado por todos los abades, aplicando un programa preconcebido en la construcción de los nuevos monasterios. El resultado fue una gran uniformidad en las abadías de toda Europa.
Su figura decisiva fue Bernardo de Claraval. Planificó y dirigió el diseño inicial (Claraval II, a partir de 1135), influyó en el programa de la orden y participó activamente en la construcción de nuevas abadías. A su muerte en 1153, la Orden había fundado 343 nuevas abadías. 
En España hay notables construcciones cistercienses, que permanecen muy bien conservadas.

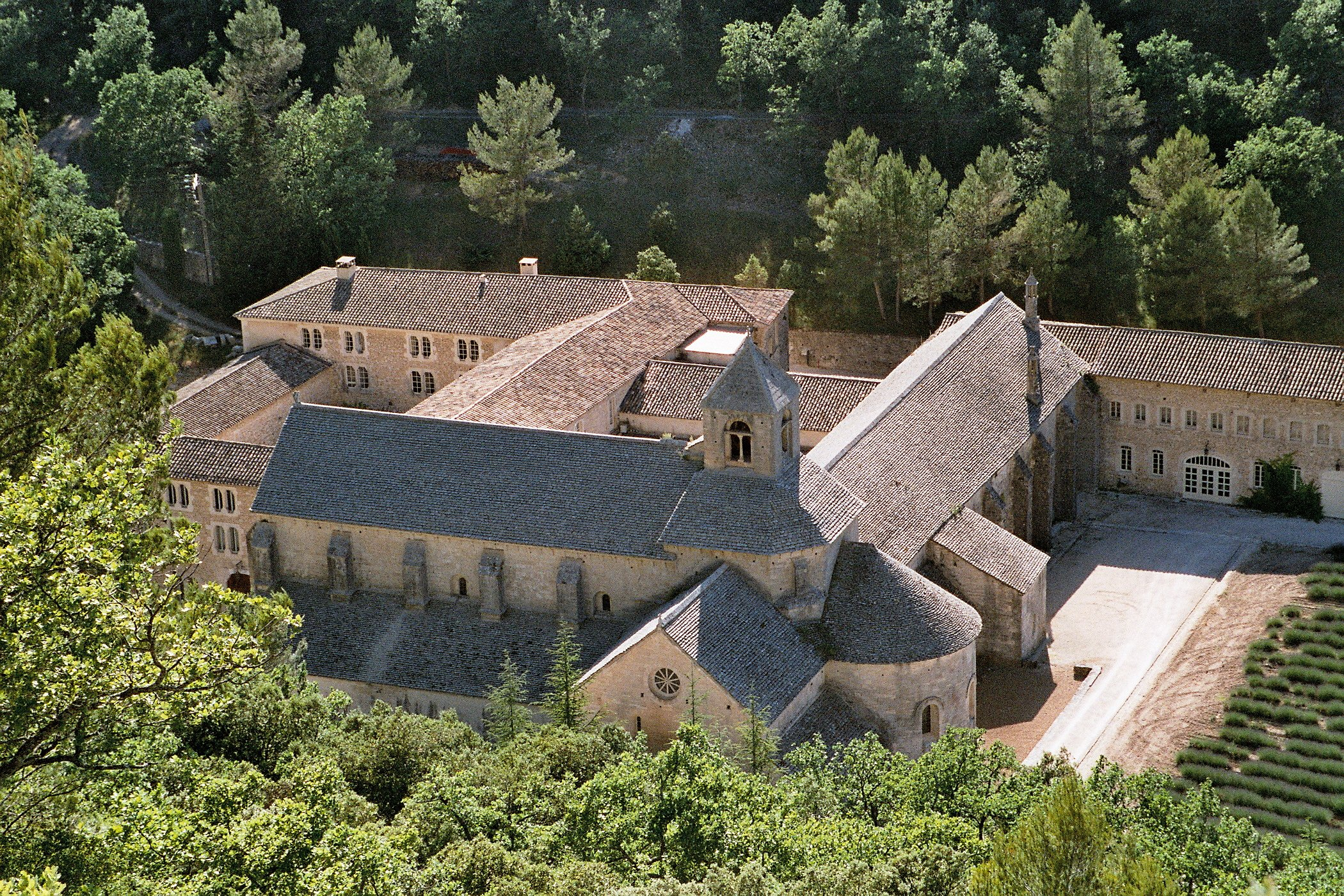
La abadía de Sénanque
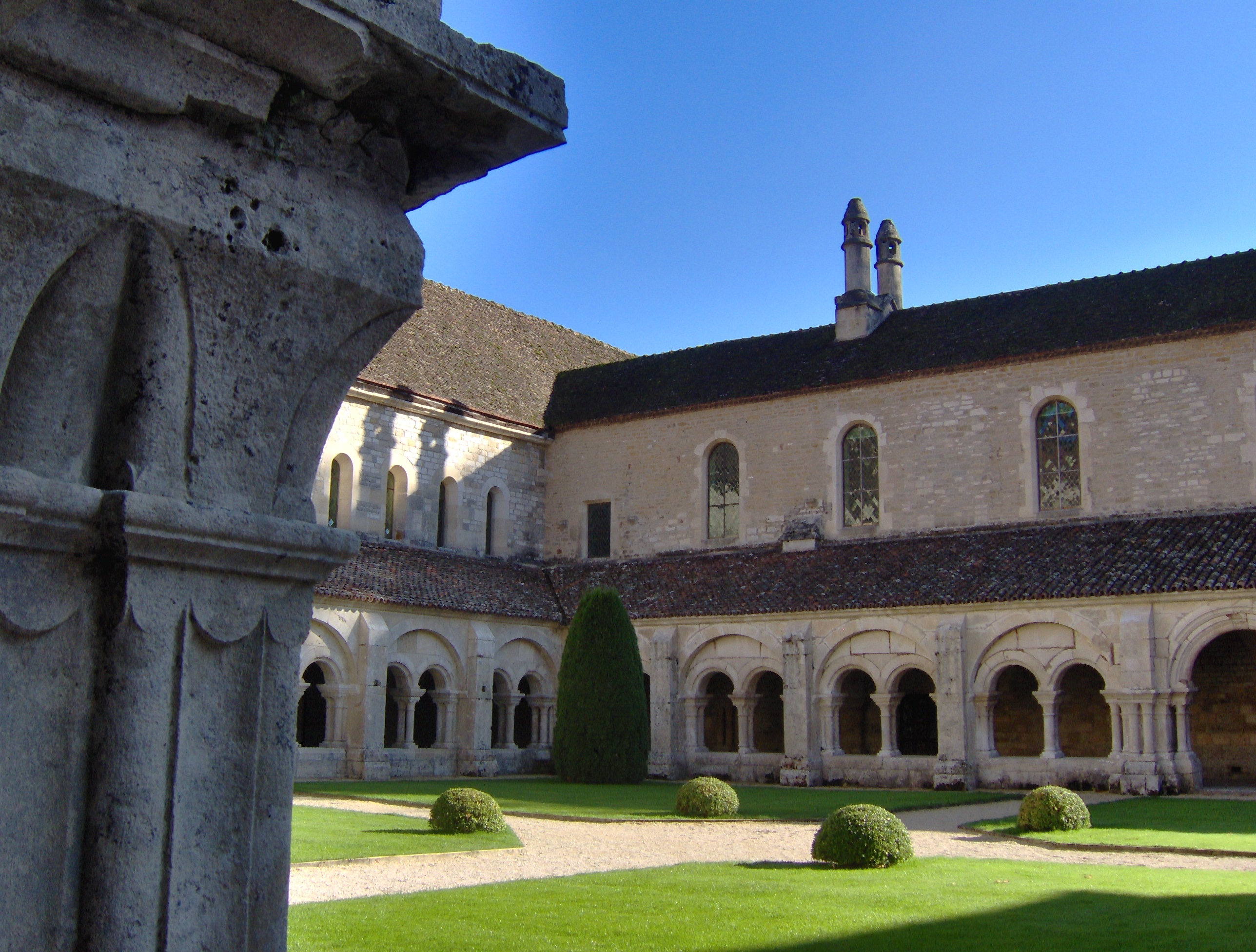
Claustro de la abadía de Fontenay, desde 1981, patrimonio de la Humanidad
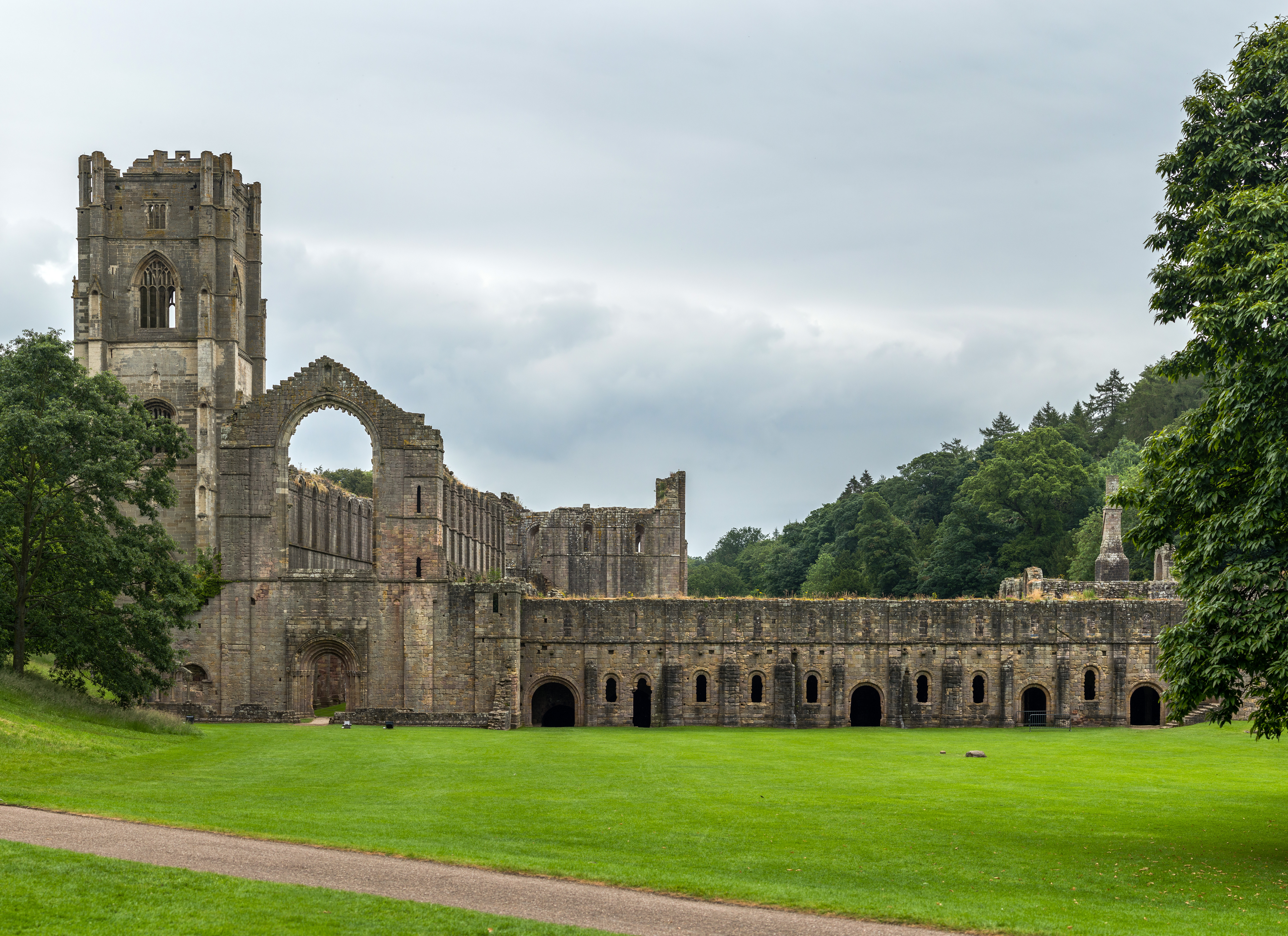
Abadía de Fountains, desde 1986, patrimonio de la Humanidad
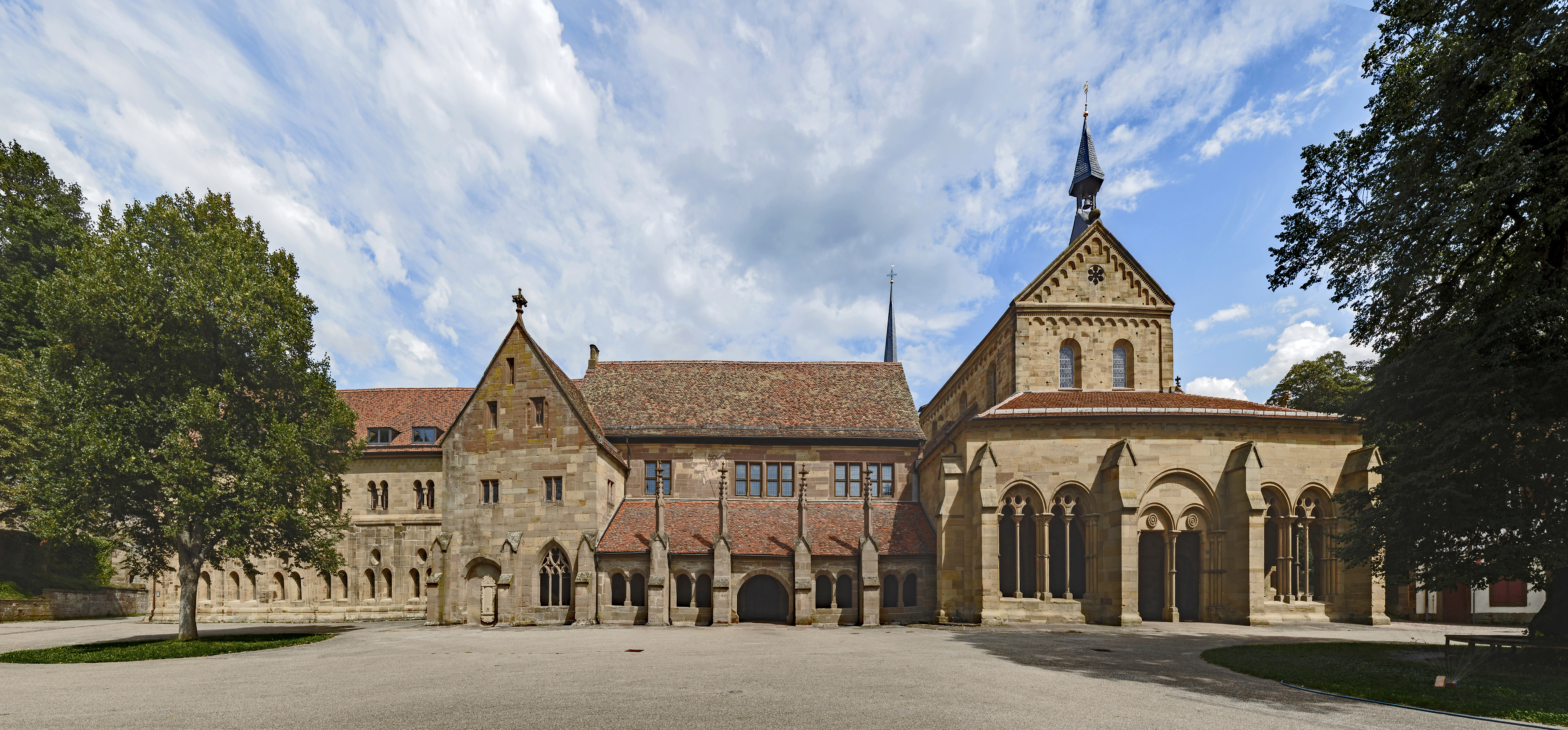
Monasterio de Maulbronn, desde 1993, patrimonio de la Humanidad

## Historia de la orden y de su arquitectura

### Antecedentes
En el medievo, el monacato en Occidente fue evolucionando y perfeccionando su organización. Los hechos más significativos fueron:
- En el 529, san Benito de Nursia fundó el monasterio de Montecasino, origen de la orden de los benedictinos.
- Posteriormente, en el año 540, san Benito de Nursia escribió una Regla para sus monjes, la Regula monasteriorum (Regla de los monasterios), que ordena la jornada del monje de forma estricta y debiendo obediencia al abad. Esta fue observada por la mayoría de los monasterios en la Edad Media.
- Durante el 816, Benito de Aniane promovió una reforma monacal apoyada por Luis el Piadoso, hijo de Carlomagno, que supuso la unificación bajo la regla de Benito de Nursia de todos los monasterios del Imperio carolingio.
- A lo largo del 909, Guillermo III, duque de Aquitania, donó tierras para la fundación de la orden benedictina de Cluny, bajo la dependencia del papa, para evitar las injerencias de los señores feudales. Primó la celebración grandiosa de la liturgia que se correspondía con iglesias de gran esplendor. Llegó a tener 2000 prioratos autónomos sometidos a la obediencia y al gobierno común del abad de Cluny, que era elegido libremente por los monjes.
- El año 1098, Roberto de Molesmes fundó la orden benedictina del Císter. Se llegaron a fundar 754 abadías, cada una con un abad independiente.

Arquitectónicamente, la herencia que recibieron los cistercienses, y que adaptaron a su ideario, se resume a continuación:
- En la Edad Media, la arquitectura de iglesias y monasterios buscaba transmitir la preponderancia de la vida eterna prometida en el cristianismo, por lo que fue una referencia constante la descripción de la Jerusalén celestial, del Apocalipsis del Apóstol San Juan:

... y me mostró la Ciudad Santa de Jerusalén, que bajaba del cielo, de junto a Dios...Su resplandor era como el de una piedra muy preciosa, como jaspe cristalino...Tenía una muralla grande y alta con doce puertas...la ciudad es un cuadrado: su largura es igual a su anchura.... Su largura, anchura y altura son iguales...el material de esta muralla es jaspe y la ciudad es de oro puro semejante al vidrio puro…

- Esta fuerte simbología se reflejó en los monasterios en la búsqueda de una ciudad de Dios ideal, basada en la organización por cuadrados de las distintas zonas. En el monacato carolingio se tradujo en el plano del monasterio de San Gall, que sirvió de modelo para la construcción de monasterios en todo el Imperio Sacro Romano y cuyo plano es el más antiguo que se conserva sobre arquitectura monacal (siglo IX). El monasterio se ordenó a partir de la clausura, que en lo sucesivo pasó a convertirse en el centro de todos los monasterios. Cluny también se basó en la distribución de San Gall. El Císter también aceptó lo fundamental de esta distribución. Comparando los planos de Claraval II, primer gran monasterio cisterciense, y de San Gall, se comprueba en ambos casos lo siguiente: las iglesias están orientadas este-oeste; los claustros están adosados a la iglesia; el ala este del claustro se destina a dependencias de los monjes; el ala sur del claustro a comedor y cocina; el ala oeste a almacenes.

- La arquitectura cisterciense surgió en la época final del románico en la zona de influencia del Condado de Borgoña y de Cluny. Sus constructores recogieron las novedades del siglo anterior, lleno de innovaciones arquitectónicas: la piedra en aparejo y las bóvedas de piedra que habían sustituido a las de madera que se incendiaban con facilidad. En varias iglesias románicas de la zona se aprecian las formas constructivas que luego emplearon los cistercienses:
  - La iglesia del monasterio de Payerne, terminada de construir en 1050, reunía todas las novedades acumuladas de los cluniacenses y se ha conservado hasta la actualidad sin modificaciones. Se observan los arcos fajones de la bóveda de cañón que continúan en el alzado hasta el suelo. El ábside tiene dos filas de ventanas que dan mucha luz a la nave central.
  - Ancy-le-Duc era un priorato que se terminó a principios del siglo XII. Su planta era similar a Cluny II: tres naves, un transepto y cinco ábsides. Su alzado tiene pilares cruciformes con pilastras circulares embebidas en los cuatro lados, unas continúan hasta la bóveda y las otras desarrollan los arcos formeros del muro de la nave central (modelo usado posteriormente por los cistercienses). La bóveda de la nave central, igual que las laterales, se cubrió con bóvedas de arista, pudiendo, gracias a ello, iluminar la nave central con grandes ventanales. La iglesia de Vézelay se construyó de la misma forma que Ancy-le-Duc y en el dibujo se pueden apreciar estos detalles.

### Los orígenes de la orden
Los orígenes de la orden los relató san Esteban Harding, tercer abad de la orden, en el Exordio Parvo:
- El año 1073, Roberto de Molesmes, monje benedictino, fundó una nueva abadía en Molesmes buscando un ascetismo riguroso. Molesmes perdió el rigor inicial y se convirtió en una rica abadía con 35 prioratos que le debían obediencia.

- En 1098, Roberto y varios monjes salen de Molesmes, descontentos con la falta de observancia de la Regla de San Benito, para fundar un nuevo monasterio en Císter donde cumplir más estrictamente la regla, naciendo la Orden del Císter.

- Rechazaron los diezmos, el sistema tradicional del mantenimiento de los monacatos feudales.

- Estaba prohibido relacionarse con mujeres: «Por ninguna causa...se nos permite a nosotros o a nuestros conversos convivir con mujer... ni para conversar, criar...ni... para lavar la ropa... No se permita a las mujeres alojarse dentro del recinto de las granjas, ni franquear la puerta del monasterio»  (en el Exordio de Císter y Resumen de la Carta de Caridad).

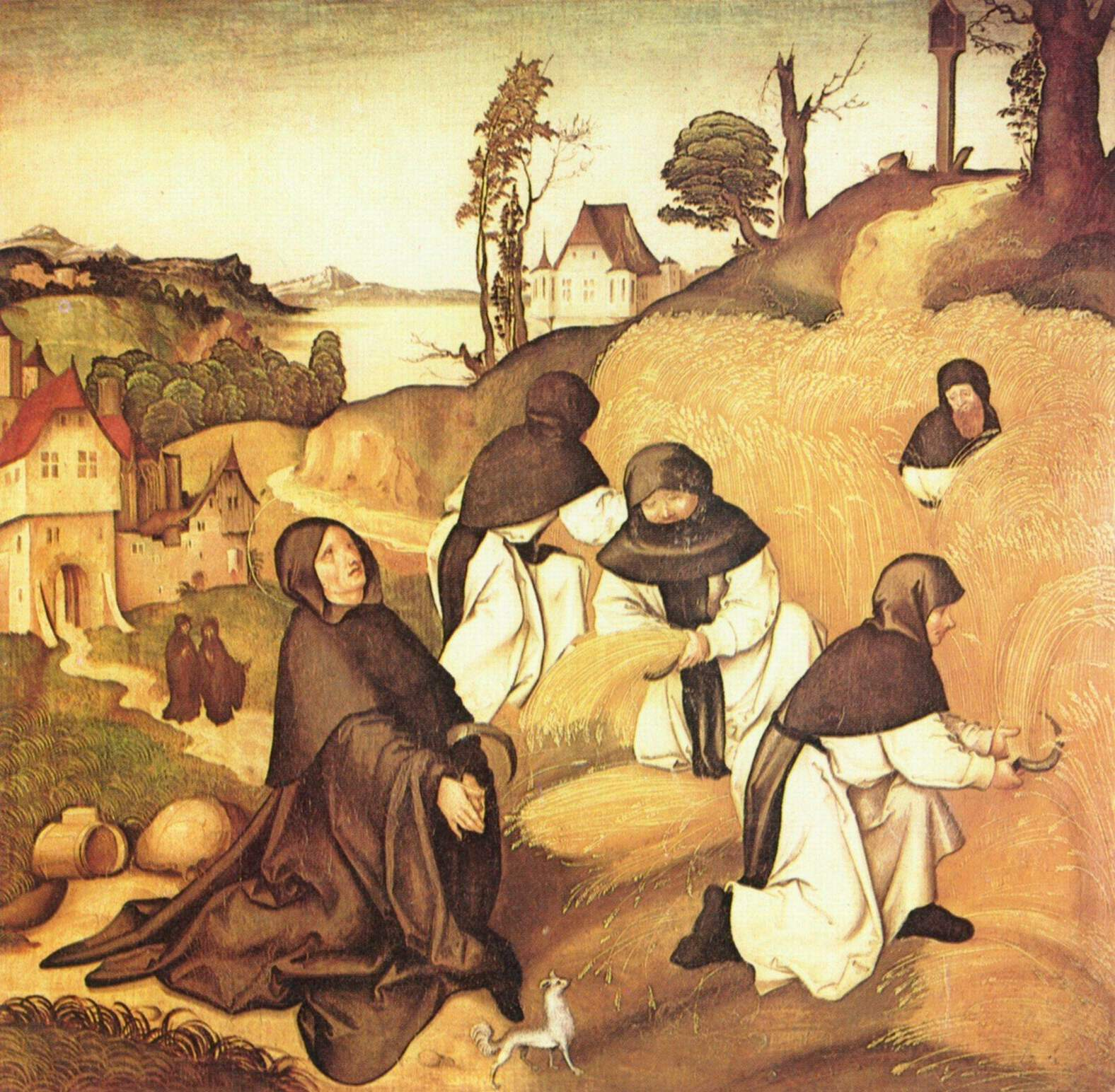
Conversos segando. Cultivaban trigo, cebada, avena y centeno.

- Sobre la forma de administrarse y sobre nuevas fundaciones, se relata en el Exordio Parvo: «... deberían admitir... conversos laicos que... serían tratados... como ellos, excepto el monacato; también jornaleros, pues sin su ayuda no veían posible... el cumplimiento exacto... de los preceptos de la Regla. Al mismo fin creyeron deber hacerse con tierras... también pensaron en adquirir presas y canales para montar molinos harineros que les facilitasen los gastos de casa y la pesca; e incluyeron la cría de rebaños y otros animales útiles a sus exigencias... y como habían establecido explotaciones agrícolas en diversos lugares, decidieron que fuesen los conversos quienes se ocuparan de ellas, y no los monjes, porque, según la Regla, éstos deben permanecer en sus claustros... Además... san Benito construyó sus monasterios... en parajes apartados... prometieron ellos hacer lo mismo; y como él enviaba a doce monjes, además del abad, a los monasterios que fundaba, ellos decidieron imitar su ejemplo».

Las cuatro primeras abadías filiales que se fundaron y que tuvieron mucha importancia en el desarrollo posterior de la orden fueron: La Ferté en 1113, Pontigny en 1114, Morimond y Claraval en 1115. La forma de expansionarse por filiación entre abadías se estableció en la Carta de caridad y unanimidad, escrita por Esteban Harding en 1119 y aprobada en el primer Capítulo General de la orden. Así, la abadía fundadora recibe el nombre de «madre» y su abad de «padre»; por su parte, la nueva abadía se llama «hija» y su abad recibe el nombre de «hijo». El abad padre tutela al abad hijo mediante una relación paterno-filial.
En estos primeros tiempos, las construcciones eran sencillas, de madera y de adobe, no de piedra.

### La expansión durante la vida de Bernardo de Claraval

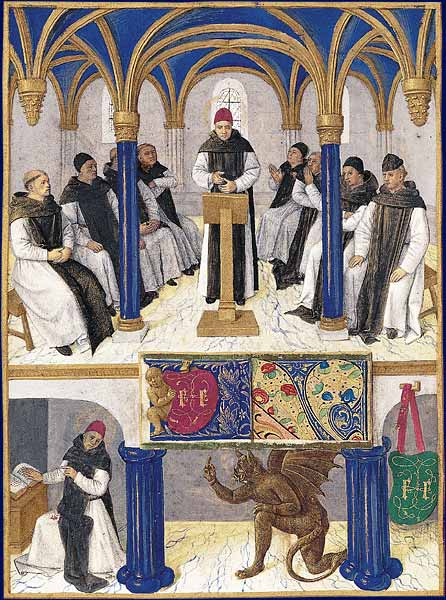
En la Sala Capitular, San Bernardo y sus monjes. Jean Fouquet, Museo Condé, Chantilly.

El año 1115, San Bernardo fue enviado por Esteban Harding a fundar Claraval, de la que fue abad hasta su muerte en 1153. Bernardo fue muy influyente en su siglo, consejero de papas y reyes, y atrajo a la orden muchas vocaciones y donaciones.
En 1135, Bernardo precisaba alojar a más monjes y decidió construir Claraval II, la primera gran abadía de estilo cisterciense. Lo hizo en piedra con el fin de hacerla duradera. El ascetismo y pobreza de la orden se reflejaron en la simplicidad de las formas de su arquitectura, evitando todo lo superfluo. De la construcción original solo queda un edificio con la bodega en planta baja y el dormitorio de conversos en la planta primera.
Fue sobre 1139, cuando se comenzó la construcción de la abadía de Fontenay, filial de Claraval. Bernardo participó activamente en su construcción. En la actualidad se encuentra en buen estado de conservación y es reconocida como una de las mejores construcciones cistercienses.
Estas primeras abadías se construyeron en estilo románico borgoñés, que había alcanzado toda su plenitud: (bóveda de cañón apuntada y bóveda de arista). En 1140, surge el estilo gótico en la benedictina abadía de Saint-Denis. Los cistercienses aceptaron rápidamente algunos conceptos del nuevo estilo y empezaron a construir en los dos estilos, siendo frecuentes las abadías donde conviven dependencias románicas y góticas de la misma época. Con el paso del tiempo, el románico se abandonó.
La influencia de Bernardo en la expansión de la orden fue decisiva. Ayudado por el Papa y los obispos, con donaciones de reyes y nobles, las 5 abadías de 1115 pasaron a 343 en el año 1153, fecha de la muerte del santo. La expansión más vertiginosa se produjo entre 1129 y 1139, surgiendo problemas para mantener el espíritu de la orden y para controlar mediante el sistema de filiación a las nuevas abadías.

### Desarrollo posterior a Bernardo de Claraval

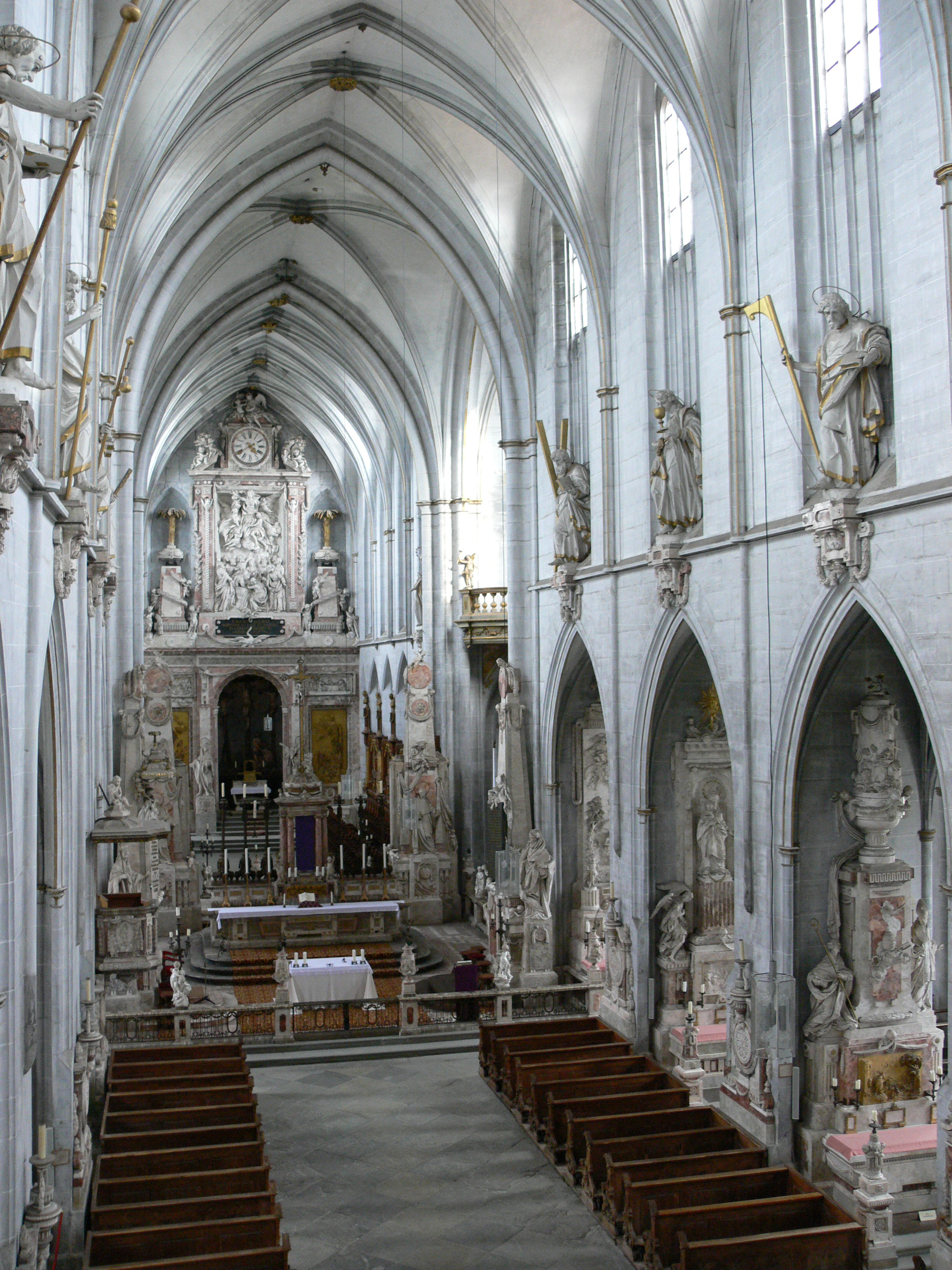
Iglesia barroca de Salem.

La influencia y la expansión de la orden continuaron, dirigida principalmente hacia Centroeuropa, Inglaterra, Irlanda, Italia y España. Los cistercienses difundieron el gótico francés en estos países, a través de sus nuevos monasterios.
A finales del siglo XIII, las filiaciones de Claraval llegaron a 350 monasterios, Morimond sobre 200, Císter unos 100, Pontigny sobre 40 y La Ferté 20. 
La guerra de los Cien Años (1337-1453) entre Inglaterra y Francia, originó un periodo oscuro, y desórdenes y actos de vandalismo dañaron extremadamente al campo. Aproximadamente, 400 abadías cistercienses se vieron muy afectadas por actos de pillaje y destrucción.
Paralelamente, el Cisma de Occidente (1378-1417), donde se nombraron dos Papas diferentes en Roma y Aviñón, dividió a las abadías en partidarias de uno y de otro. Fueron obligados a dividirse en Capítulos nacionales, fragmentándose la orden en varias congregaciones distintas, desapareciendo la uniformidad de la orden y su arquitectura común.
La Reforma protestante de Lutero (1517) y la Reforma Anglicana de Enrique VIII (1531) suprimió la orden en Alemania e Inglaterra, respectivamente. En ambos casos se confiscaron las abadías.
El concilio de Trento (1545-1563) y la Contrarreforma Católica justificaron que a través de la arquitectura, pintura y escultura se llegara a impactar a los creyentes; se recomendaron los adornos y demostrar la grandiosidad de la Iglesia de Roma. Todo ello originó el Barroco. En el siglo XVIII, los cistercienses de Centroeuropa ajustaron su programa a las nuevas directrices del concilio y construyeron abadías barrocas.

## La estética del Císter

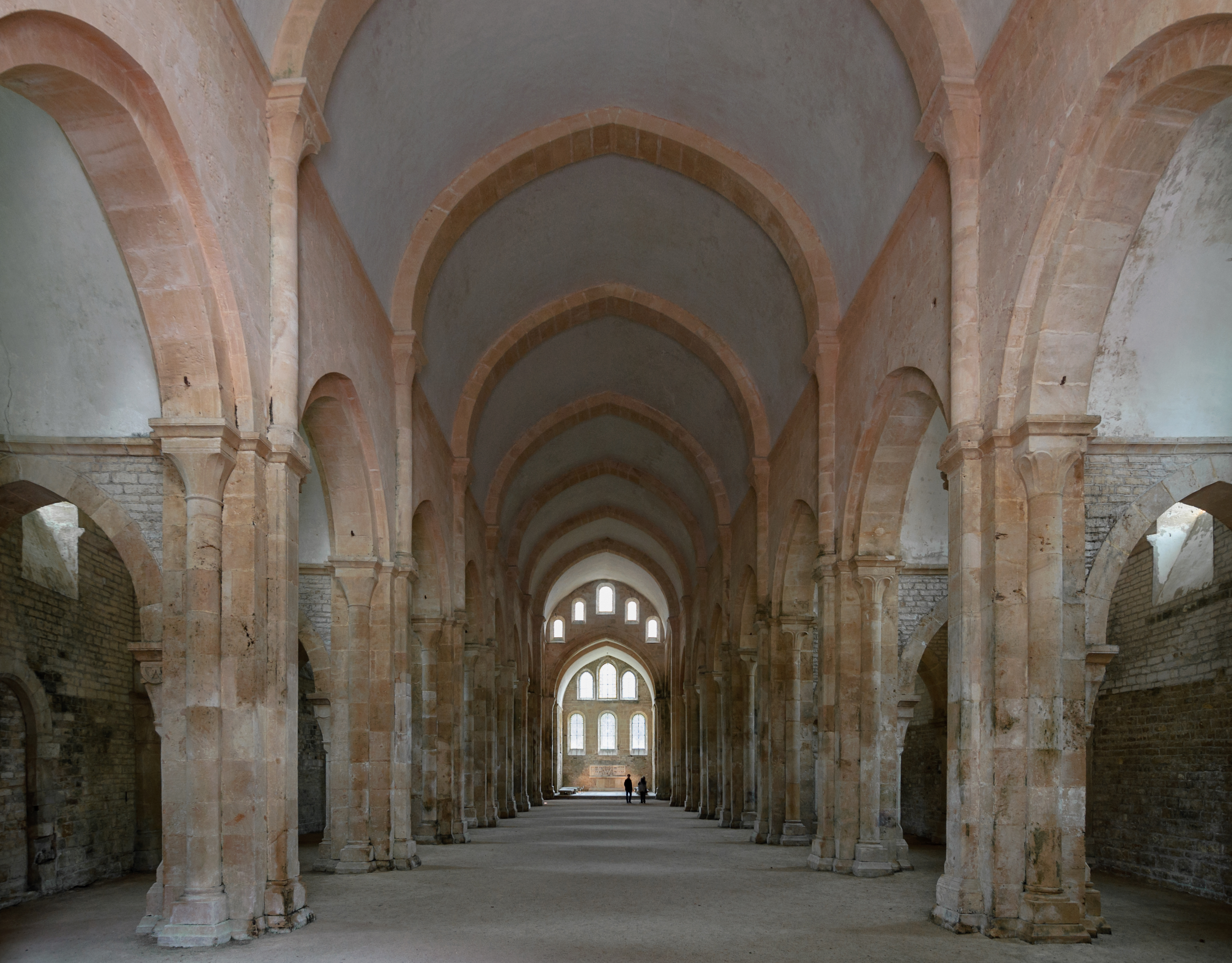
Iglesia de la abadía de Fontenay.

La estética del Císter procuró desde los orígenes de la orden la búsqueda de una pobreza absoluta, o lo que es lo mismo, que no existiese ninguna forma de riqueza. Esto supone la antítesis de la orden de Cluny, cuyas construcciones eran grandiosas.
En 1124, Bernardo escribió Apología a Guillermo, una fuerte crítica a lo que él consideraba los excesos de la orden de Cluny. En este escrito, Bernardo reprendió duramente la escultura, la pintura, los adornos y las dimensiones excesivas de las iglesias de los cluniacenses. Partiendo del espíritu cisterciense de pobreza y ascetismo riguroso, llegó a la conclusión de que los monjes, que habían renunciado a las bondades del mundo, no precisaban de nada de esto para reflexionar en la ley de Dios.
Los argumentos que empleó en su Apología... son los siguientes:
- Sobre las pinturas y los adornos, los rechazó en los monasterios y los justificó en las parroquias. Estas son las razones que expuso: «Muéstreles un cuadro hermoso de algún santo. Cuanto más brillantes son los colores, mas santificado les parecerá a ellos. Hay más admiración por la belleza que veneración por la santidad. Así las iglesias se adornan. Vemos los candelabros de bronce grandes, maravillosamente labrados. ¿Cual es el propósito de tales cosas? ¿Ganar la contrición de penitentes ó la admiración de los espectadores? ¿Si las imágenes sagradas no significan nada a nosotros, por qué no economizamos por lo menos en la pintura?. Convengo. Permitamos que esto se haga en iglesias porque si es dañoso para el inútil y codicioso, no lo es para el simple y el devoto».

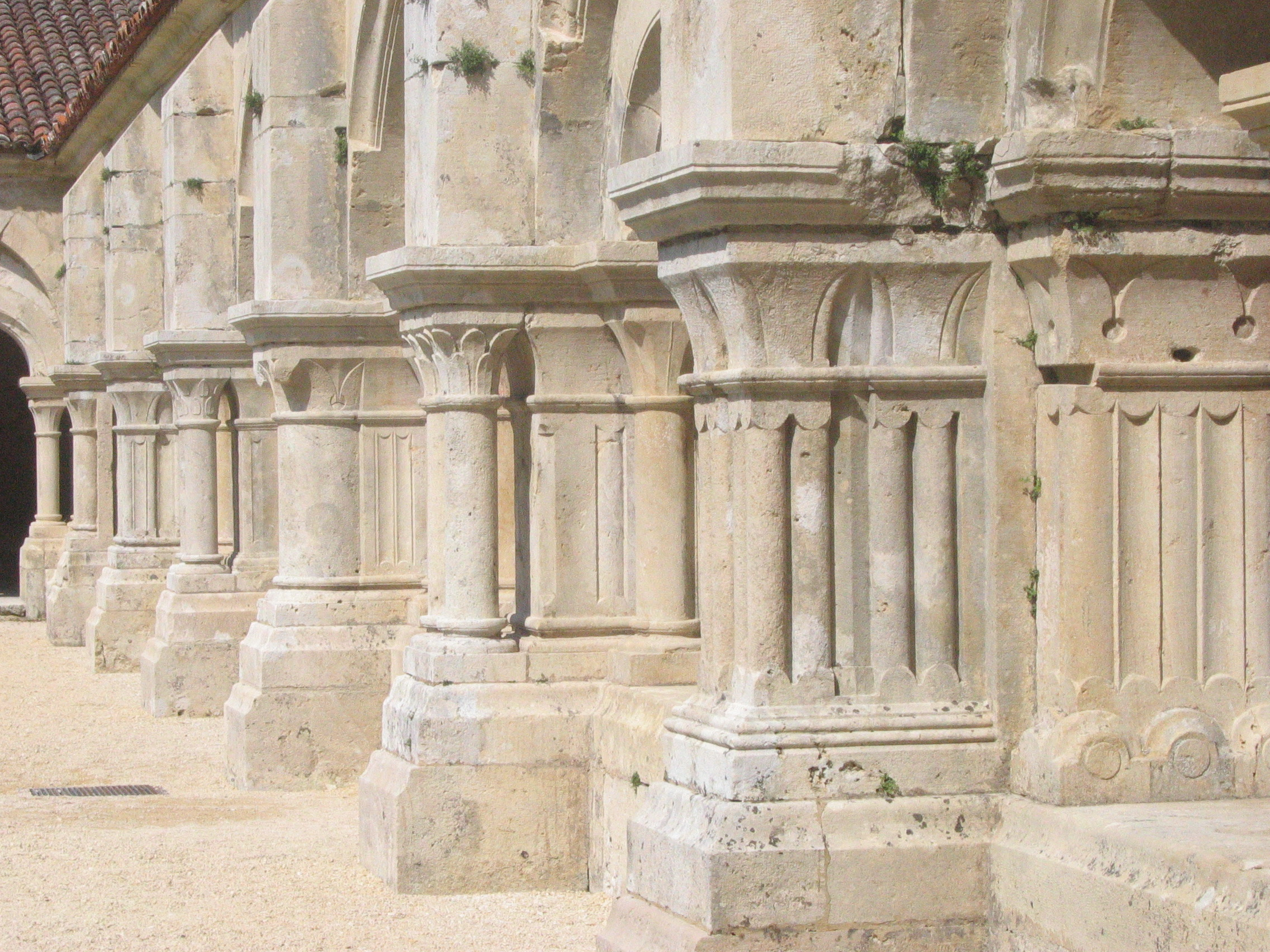
Capiteles de Fontenay

- Rechazo de las esculturas en los monasterios. Argumentó: «¿Pero en los claustros, dónde los hermanos están leyendo, qué son esas monstruosidades ridículas...mitad-hombres, tigres rayados, soldados que luchan y cazadores soplando sus cuernos....así que... tan maravillosas son las varias formas que nos rodean que es más agradable leer el mármol que los libros, y pasar el día entero con estas maravillas que meditando en la ley del Buen Señor».

- Rechazo de iglesias suntuosas en los monasterios. Sobre las iglesias de la orden de Cluny, lamentó su altura excesiva, su longitud y su anchura desmesuradas.

- Rechazo de las riquezas en los monasterios porque no son necesarias y porque las precisan los pobres. Empleó esta argumentación: «Pero los monjes que han renunciado a las cosas preciosas y encantadoras de este mundo para entregarse a Cristo. ¿Estamos buscando dinero o más bien beneficio espiritual? Todas estas vanidades costosas pero maravillosas, inspiran a la gente a contribuir con dinero más que a rogar y rezar. Visten a la iglesia con piedras de oro y deja a sus hijos ir desnudos. Los ojos de los ricos se alimentan a expensas del indigente. ¿Finalmente, son buenas tales cosas para los hombres pobres? ¿Y para los monjes, los hombres espirituales?»

La crítica feroz que realizó Bernardo, burlona y apasionada, se desplegó sobre dos ejes. En primer lugar, la pobreza voluntaria: estas esculturas y adornos eran un gasto inútil; despilfarraban el pan de los pobres. En segundo lugar, un místico como él que buscaba permanentemente el amor de Dios, rechazaba también las imágenes en nombre de un método de conocimiento: las figuraciones de lo imaginario dispersaban la atención, lo apartaban de su único fin legítimo, encontrar a Dios a través de la Escritura.
Para Bernardo, la estética y la arquitectura debían reflejar el ascetismo y la pobreza absoluta llevada hasta un desposeimiento total que practicaban a diario y que constituía el espíritu del Císter. Así terminó definiendo una estética cisterciense cuya simplificación y desnudez pretenden transmitir los ideales de la orden: silencio, contemplación, ascetismo y pobreza.
La estética se concretó en la construcción en piedra de las dos primeras abadías, Claraval II y Fontenay con intervención decisiva de Bernardo. Él fue el inspirador de ambas construcciones, de sus soluciones formales y de su estética.

## La abadía cisterciense
La vida monástica de los monjes se vivía dentro de la clausura. Su espiritualidad se ordenaba por la regla: silencio, disciplina, obediencia al abad, horario riguroso distribuido entre numerosos rezos en común, lecturas religiosas y trabajo manual.
Además, en la abadía vivía una segunda comunidad, la de los conversos. Vivían su entrega espiritual en el trabajo diario en el campo, fraguas y molinos, no sabían leer y no mantenían ningún contacto con la comunidad de monjes. Esto último se consiguió diseñando dos zonas en el monasterio estancas e incomunicadas entre sí. La zona de los conversos tenía la misma calidad constructiva que la de los monjes.
La uniformidad de la orden se establece en el Exordio de Císter y Resumen de la Carta de Caridad:

Para que entre las abadías se mantenga siempre una unidad indisoluble, establecemos, en primer lugar, que la regla de san Benito sea entendida por todos de la misma manera, sin desviarse de ella ni un ápice. En segundo lugar, que todos tengan los mismos libros, al menos, en lo tocante al Oficio divino, la misma ropa, los mismos alimentos y por último los mismos usos y las mismas costumbres.

Todas las abadías tienen también una arquitectura similar. En primer lugar, se buscaron soluciones constructivas para cada dependencia que favoreciesen el espíritu de la regla, lo que se llama el establecimiento del programa tipo , o resumidamente plano tipo, donde Bernardo de Claraval tuvo una influencia decisiva. En segundo lugar, una vez establecido el plano tipo, se impuso en las nuevas construcciones. 
La planta tipo se aplicó en la construcción de todos los nuevos monasterios. Así, la iglesia se orientaba en la dirección este-oeste con la cabecera al este; el claustro se adosaba a la iglesia; el ala este del claustro se dedicaba a dependencias de los monjes con la sala capitular en la planta baja y el dormitorio en la planta primera con dos escaleras, una que baja al interior de la iglesia y la otra al claustro; en el ala del claustro contraria a la iglesia se disponía el refectorio y la cocina; en el ala oeste (normalmente, con acceso independiente del claustro), un edificio de dos plantas se destinaba a los conversos y almacenes con acceso independiente a la parte trasera de la iglesia. 
Cada abad padre transmitía a sus filiales el plan arquitectónico que había aplicado anteriormente en la construcción de su propia abadía y toda su experiencia acumulada. Además, todos los abades se reunían en Císter en el Capítulo General, una vez al año, y está comprobado que se hablaba mucho de la construcción de las nuevas obras. Por último, en la construcción propiamente dicha del nuevo monasterio, viviendo el día a día de la obra, el abad tenía a un monje encargado, llamado cillerero, cuya responsabilidad era el control de las obras y además llevaba las finanzas de la abadía bajo la supervisión del abad.
El monje cillerero controlaba los albañiles (unidos en una corporación gremial que integraba a canteros y destajistas), los herreros y los carpinteros (para los andamios y cimbras se precisaba mucha madera). Es una cuestión todavía debatida si los arquitectos eran los mismos monjes o contrataban maestros de obra. Dado el secreto gremial de la construcción en esta época, la alta cualificación que se precisaba y la enorme actividad constructora que desplegaron en poco tiempo, parece razonable pensar que emplearon maestros de obra contratados específicamente para la construcción. En la Edad Media empleaban ya una organización muy compleja, diversas formas de sueldos y precios, distintos tipos de contratos, y se llevaba una contabilidad rigurosa de todos los gastos.
Asombra comprobar, cuando se visitan las abadías, encontrar siempre la misma distribución.

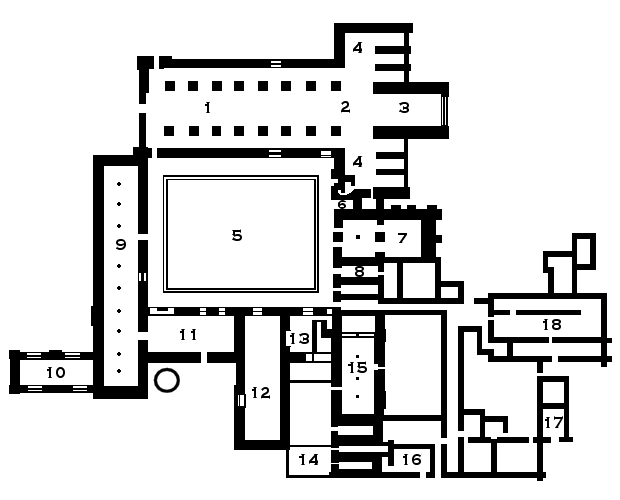
Kirkstall
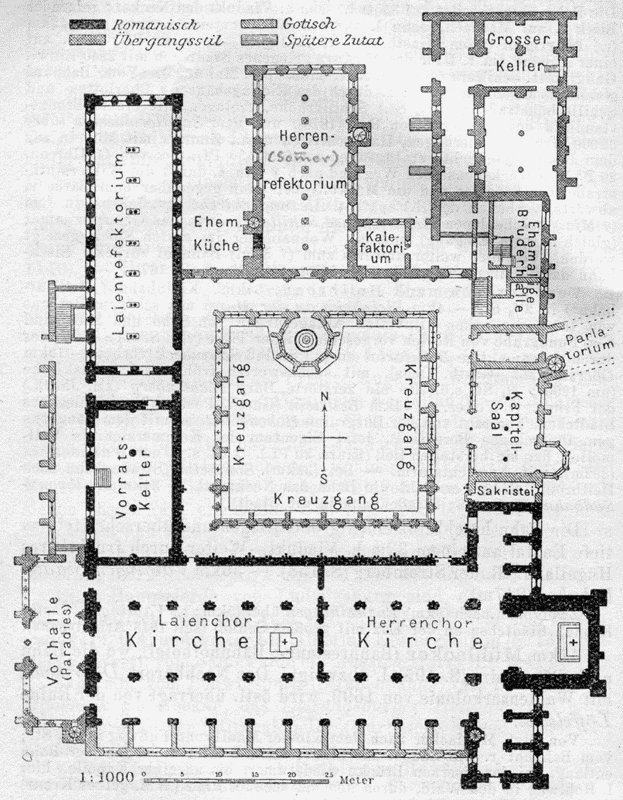
Maulbronn
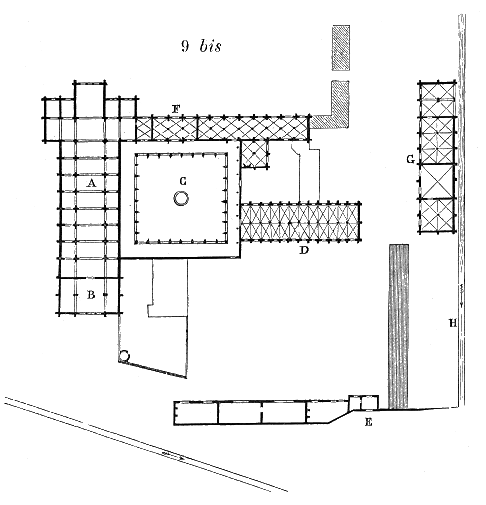
Abadía de Fontenay
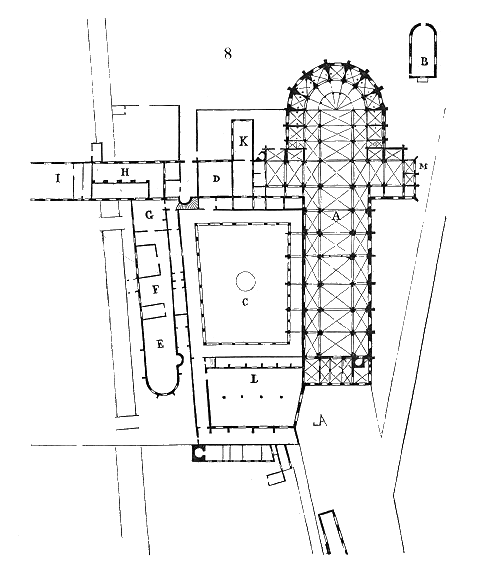
Pontigny

### La iglesia
Regla de san Benito:...dice el Profeta: siete veces al día te alabé... dijo el mismo Profeta: a media noche me levantaba para darte gracias...
(...) ofrezcamos pues... alabanzas a nuestro Creador... en estos tiempos... en Laudes, Prima, Tercia, Sexta, Nona, Vísperas y Completas, y levantémonos por la noche para darle gracias.

La iglesia era para el uso exclusivo de las comunidades de monjes y conversos. Por ello no hay una fachada principal por donde entran los creyentes a la iglesia. Los monjes accedían por dos puertas laterales de la parte delantera, por el día a través del claustro y por la noche desde el dormitorio por la escalera de maitines. Los conversos entraban por un lateral de la parte trasera a través de un corredor independiente que conectaba con su edificio.
La comunidad de monjes se colocaba en el coro de monjes en la parte delantera de la nave central, los conversos en el coro de conversos en la parte trasera de la nave central. Ambos coros estaban físicamente separados.
La iglesia es el edificio más importante de la abadía y la casa de Dios. Arquitectónicamente, las características de estas iglesias son:
- Nave central con bóvedas de cañón apuntadas (en el periodo inicial, románicas) o bóvedas de crucería ligeramente ojivales con nervaduras y ventanas laterales (en el segundo periodo, góticas).
- Dos naves laterales de menor altura que sirven como contrafuertes de la bóveda de la nave central.
- Una cornisa suele recorrer longitudinalmente la base de la bóveda.
- Pilares cruciformes con pilastras circulares embebidas que se prolongan, una hasta el arco fajón de la bóveda de la nave central, otras dos en los arcos formeros y la cuarta en la nave lateral.
- Las pilastras circulares de la nave central, frecuentemente, se interrumpen antes de llegar al suelo en una ménsula.
- Alzados de la nave central de un solo piso con arcos formeros.
- Coro plano con ventanas en el arco testero (inicialmente), luego aparecerían también los circulares.
- Transepto con otros cuatro coros secundarios planos (donde los otros monjes-sacerdotes celebraban su misa diaria).
- Iluminación monocroma, normalmente blanca.

Iglesias cistercienses
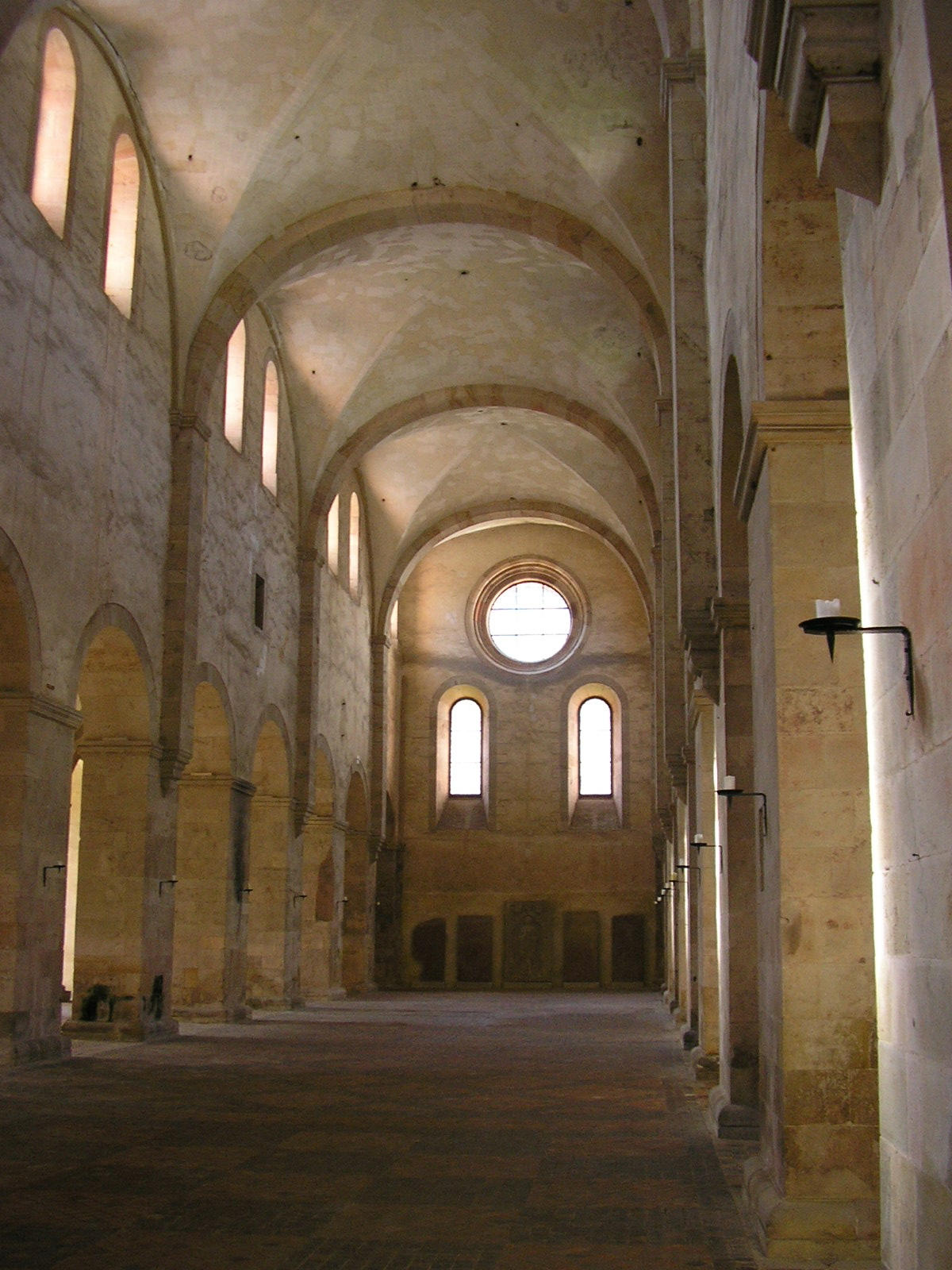
Eberbach
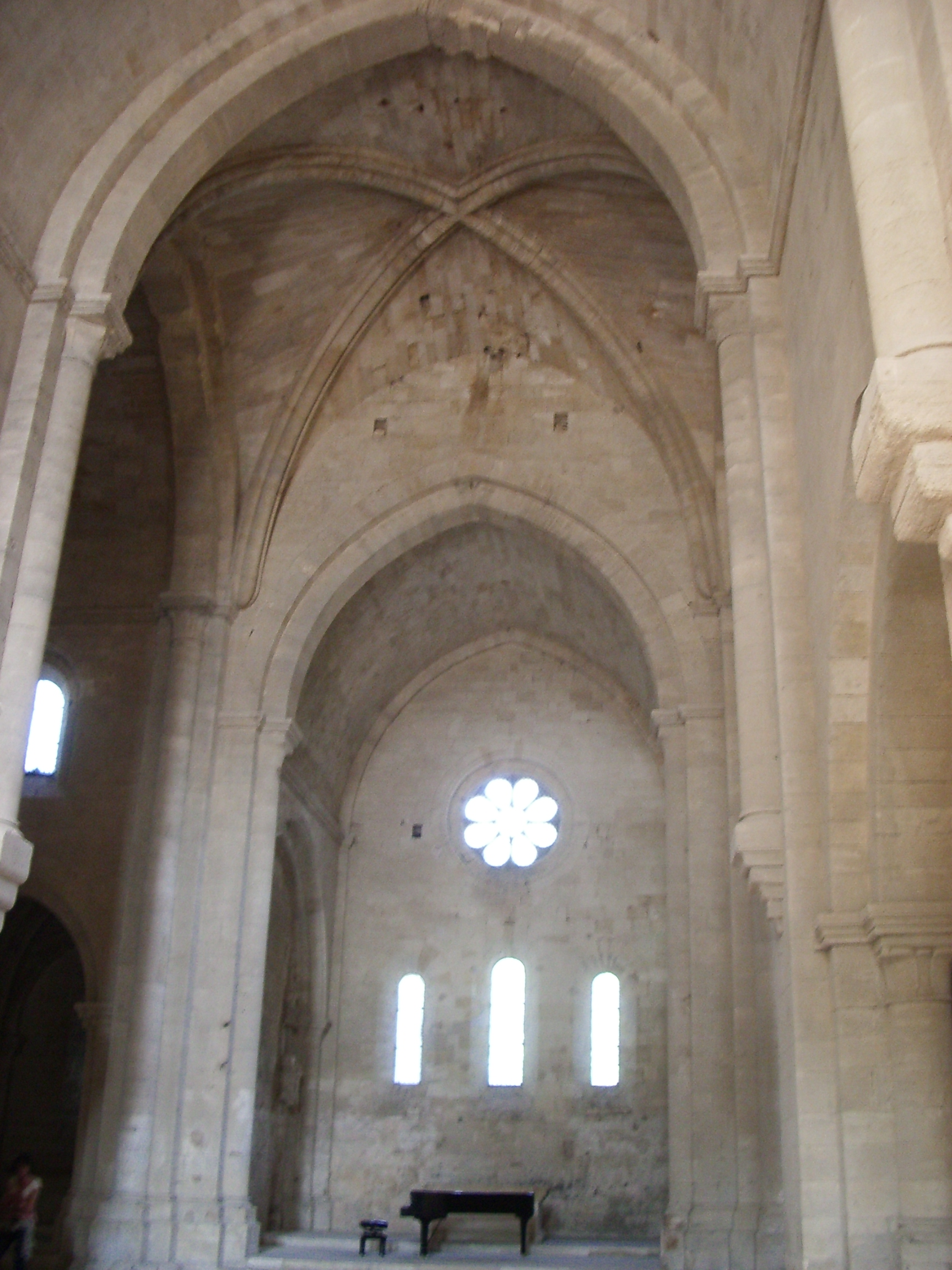
Silvacane
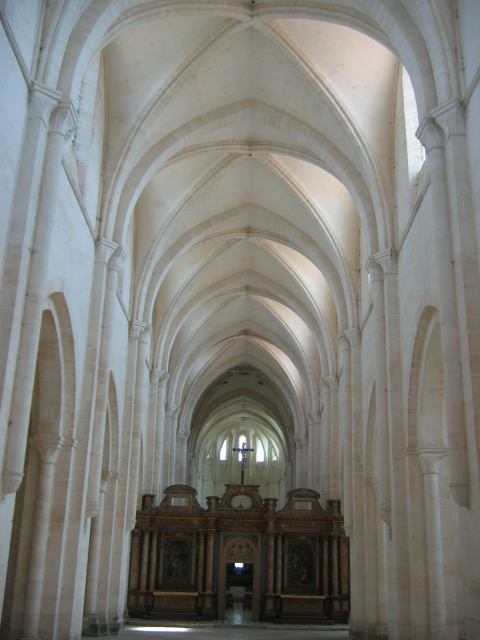
Pontigny
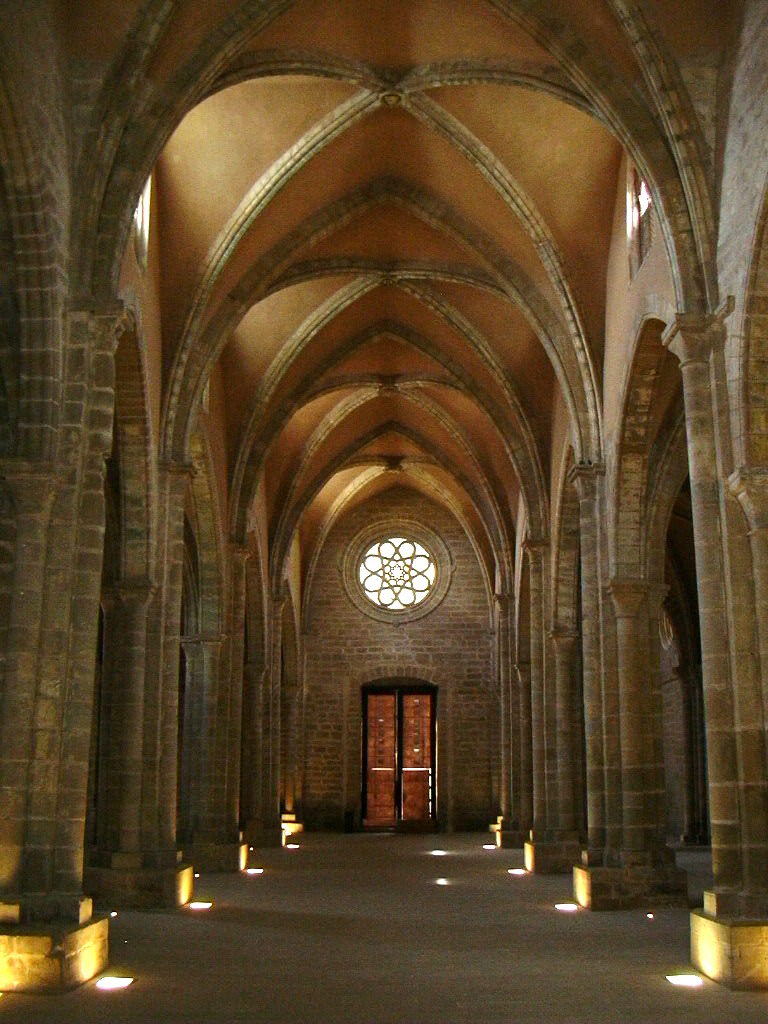
Rueda

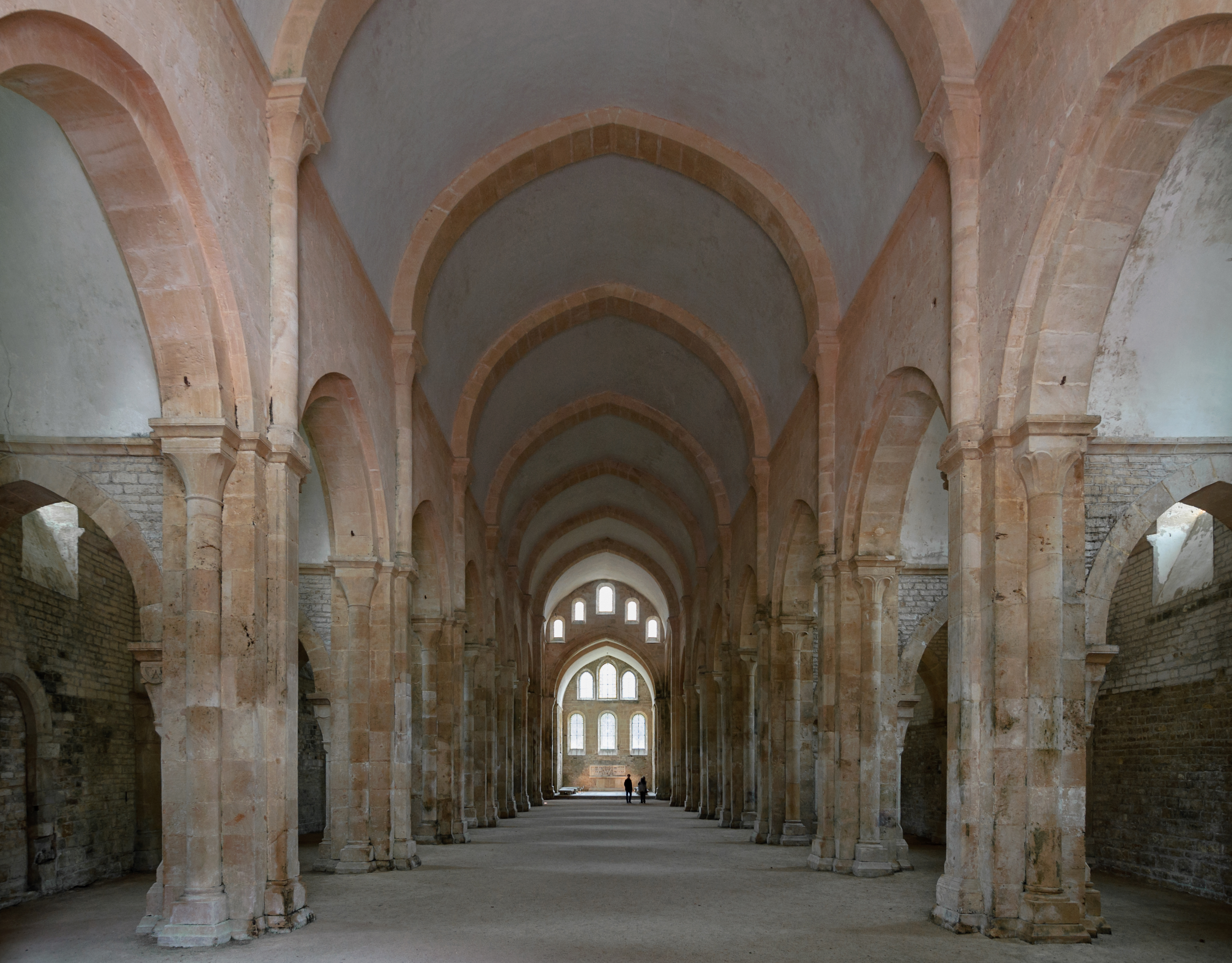
Abadía de Fontenay
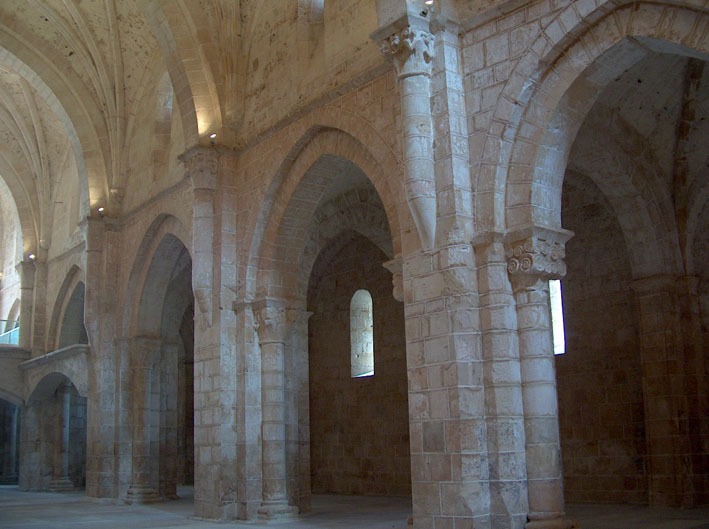
Sacramenia
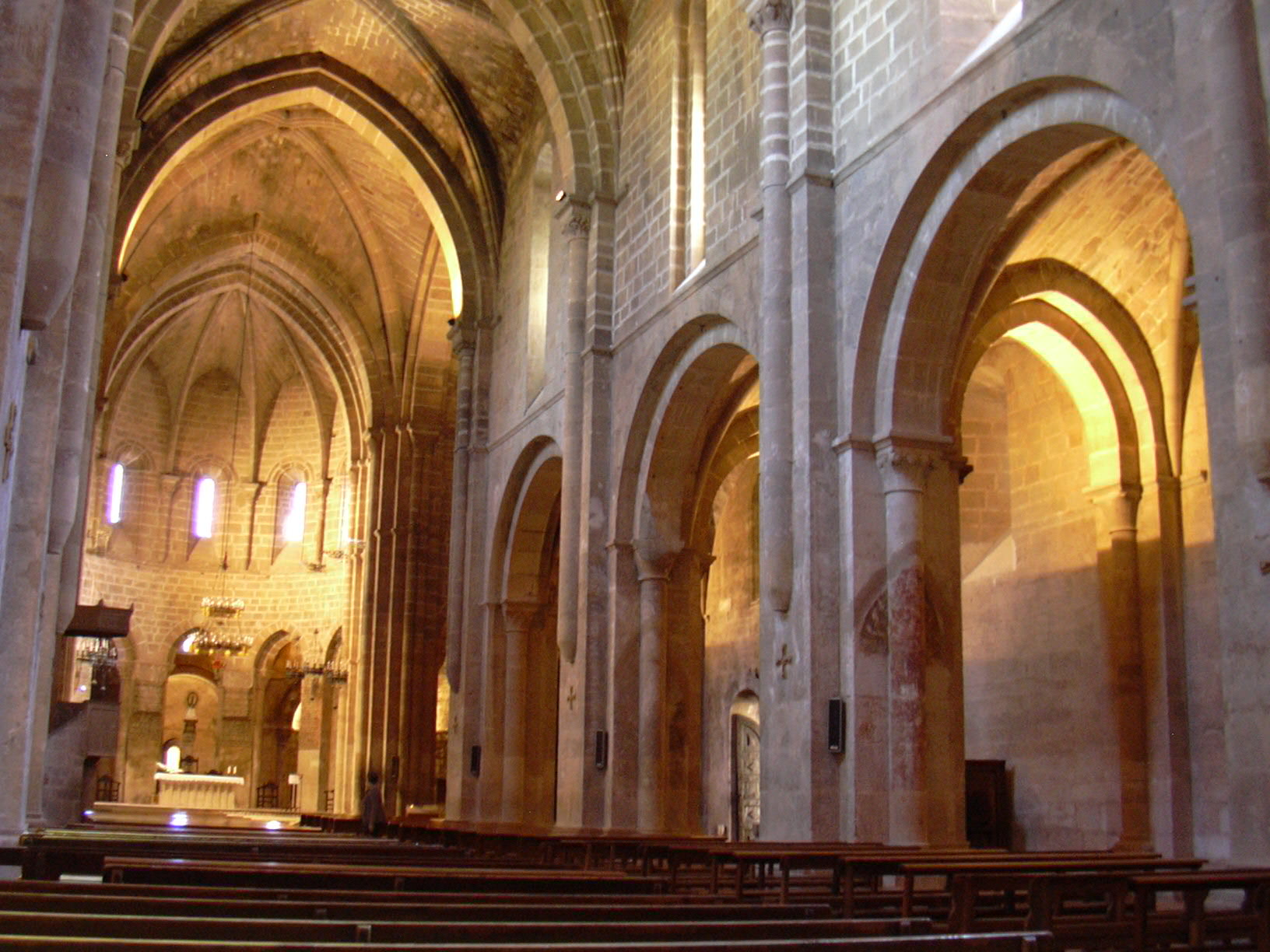
Veruela
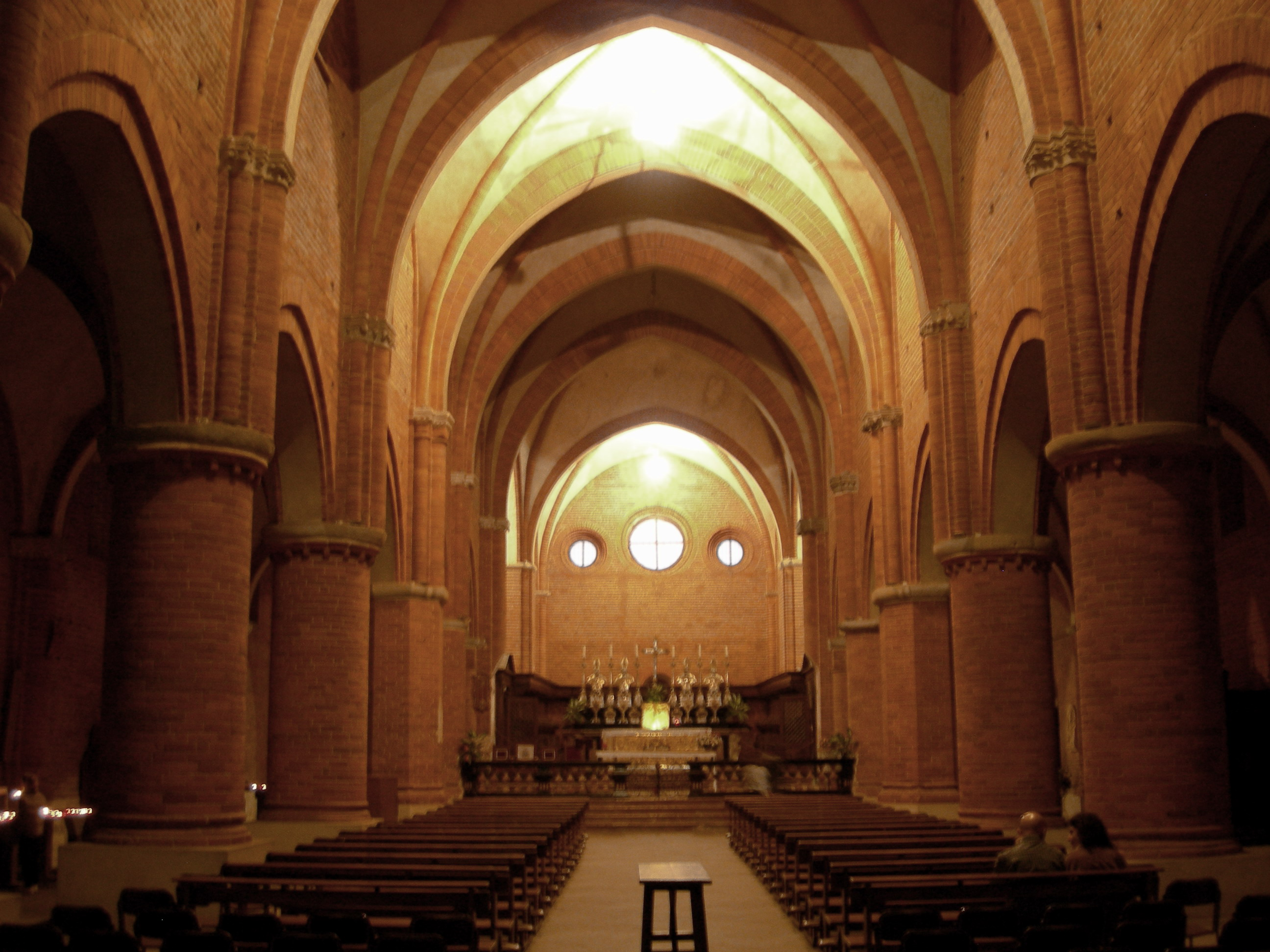
Morimondo

### El claustro
Exordio del císter: ... el monje no debe vivir fuera del claustro... no obstante, puede ir a las granjas siempre que se le mande, aunque nunca para vivir en ellas largo tiempo...

El claustro es el centro de la vida monástica y desde el mismo se accede a todas las dependencias de los monjes. Se trata de una galería cubierta, que hace el perímetro de un cuadrado de 25 a 35 metros de lado y se abre interiormente a un patio central mediante una arquería corrida.
Las bóvedas, inicialmente, fueron de cañón apuntado, pero rápidamente se aceptó el modelo gótico, de arcos ojivales y bóvedas de crucería.
La galería, inicialmente, fueron arcos de medio punto, agrupados de dos en dos bajo arcos de descarga con contrafuertes. Posteriormente, se empleó el arco gótico y las agrupaciones fueron de dos, tres o cuatro arcos por arco de descarga.
Los capiteles son muy sencillos, normalmente con un motivo vegetal. La orden no permitía esculturas, recuérdese la Apología de San Bernardo contra los  capiteles historiados de los cluniacenses.

Claustros cistercienses
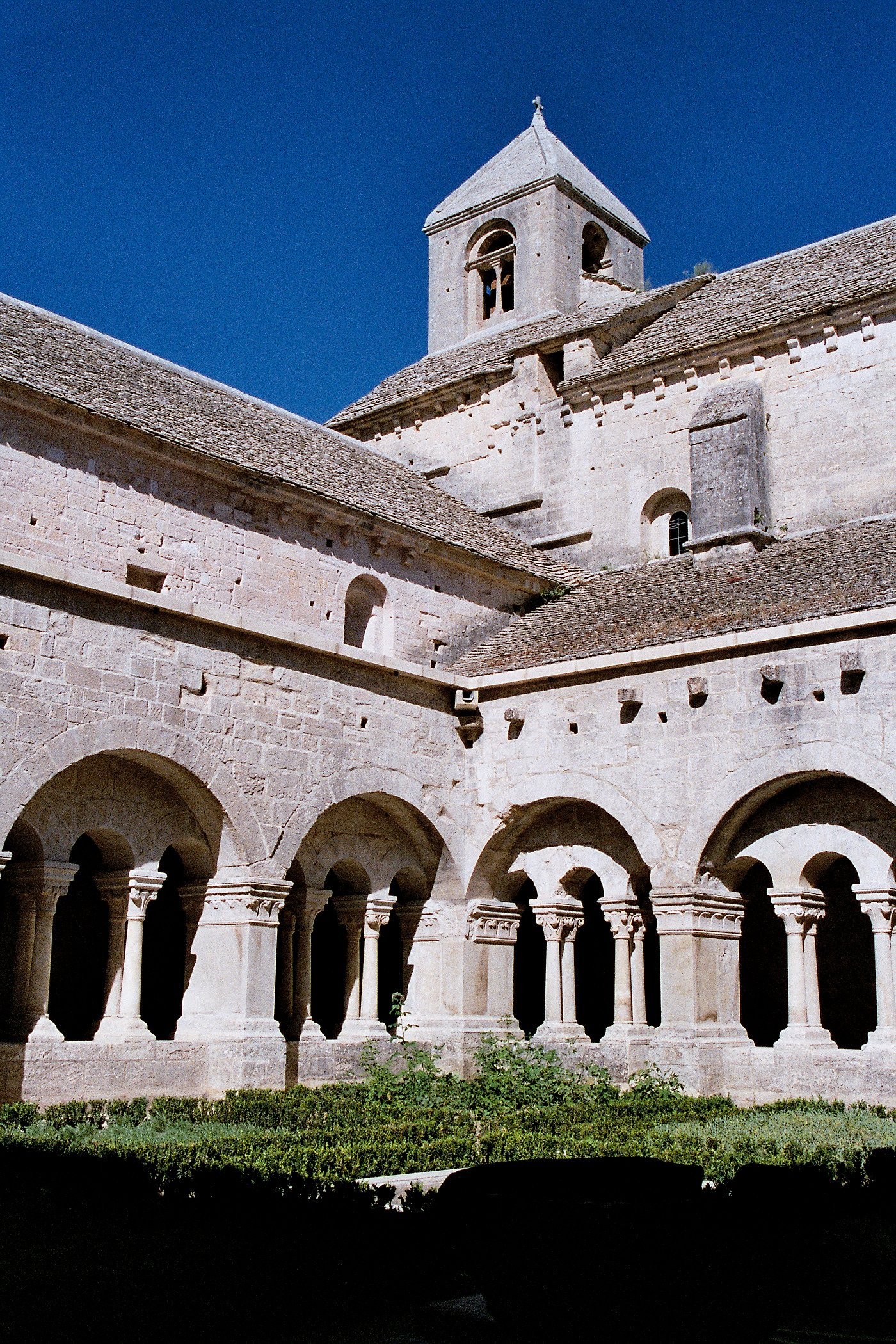
Senanque
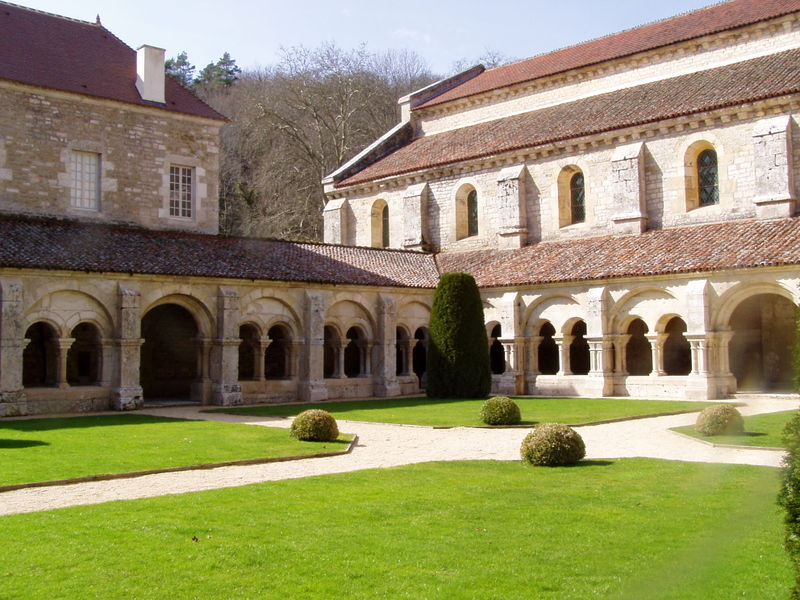
Fontenay
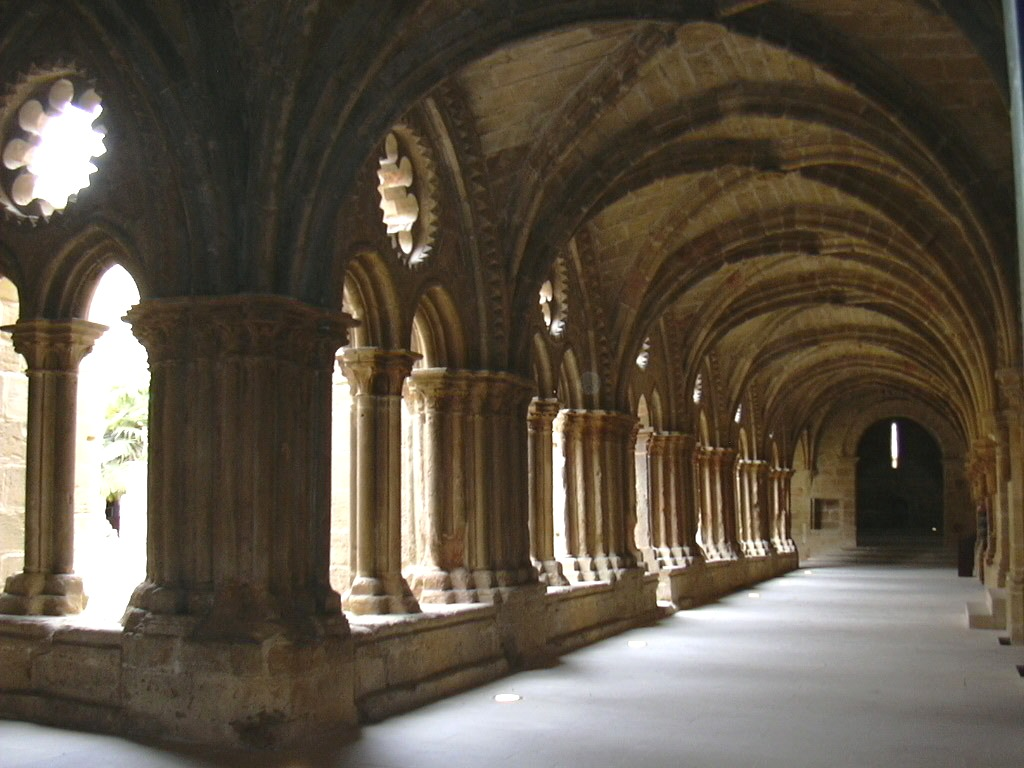
Rueda

### La sala capitular
Regla de san Benito:... siempre que en el monasterio haya que tratar asuntos de importancia, convoque el abad a toda la comunidad, y exponga él mismo de qué se ha de tratar...

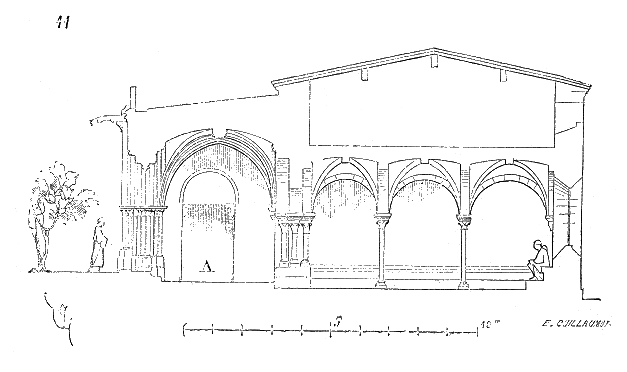
Sección del claustro, sala capitular y dormitorio de FontFroide.

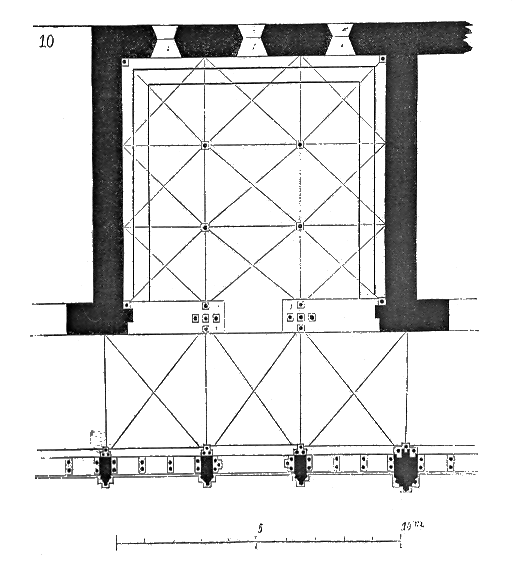
Planta de la sala capitular y claustro de FontFroide.

Desde el lado este del claustro se accede a la sala capitular en planta baja y encima de la misma, en la primera planta, está el dormitorio de monjes. Como se aprecia en la primera sección, con el objetivo de no elevar demasiado el dormitorio, se profundiza algo la sala capitular quedando semienterrada y también se le da a esta sala una altura reducida.
La sala es cuadrada y su bóveda es de crucería de medio punto, con nervaduras que nacen en cuatro pequeñas columnas centrales y en ménsulas distribuidas por las paredes laterales. Esta bóveda clásica cisterciense se repite en otras estancias y es una de las características de estos monasterios. La circunstancia de que sea una bóveda muy baja permite contemplar los detalles de forma próxima, como si se tratara de una cripta.
El terminar los arcos en una ménsula en el muro es una técnica profusamente empleada por la arquitectura cisterciense. De esta forma conseguían dar a la bóveda algo menos de anchura y simplificaban su construcción. En la bibliografía, frecuentemente se cita al revés: de esta forma conseguían agrandar las salas. Estas ménsulas se encuentran en todas las estancias. En cada monasterio hicieron su ménsula distintiva, particularizándola en la terminación inferior mediante un adorno sencillo. En varias fotografías del artículo se pueden apreciar diferentes terminaciones de ménsulas. 
La estancia está bien iluminada, ya que recibe luz desde el claustro a través de la puerta y dos arquerías abiertas, y también del lado contrario con ventanas en la pared.
En esta sala se reunían todos los monjes con el abad todas las mañanas, leían la regla, cada monje podía reconocer personalmente incumplimientos de la regla o podía ser acusado de ello por otro monje. (Ese tal pida perdón y cumpla la penitencia que se le imponga por su culpa... allí obedezcan en todo al Abad del mismo y a su capítulo en la observancia de la santa Regla o de la Orden y en la corrección de las faltas.- Carta de Caridad)

Salas capitulares
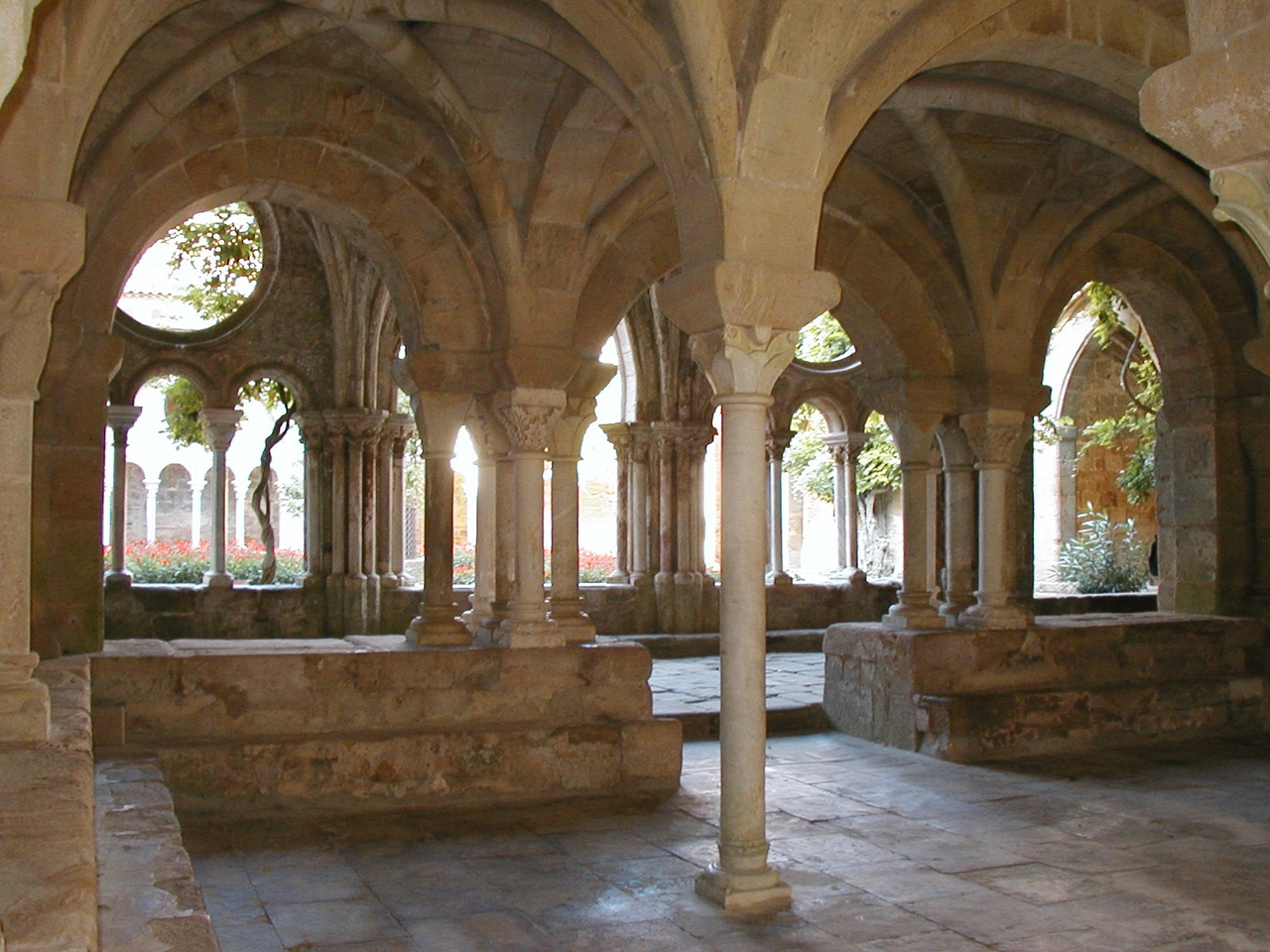
Fontfroide
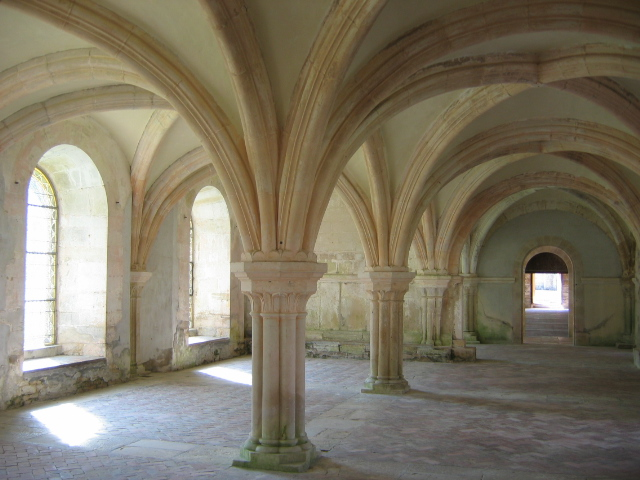
Fontenay
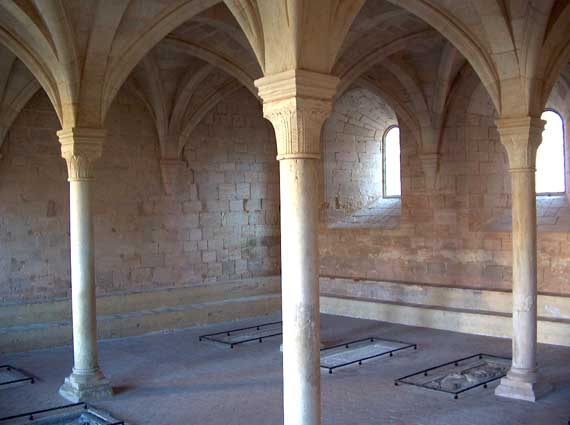
Santes Creus
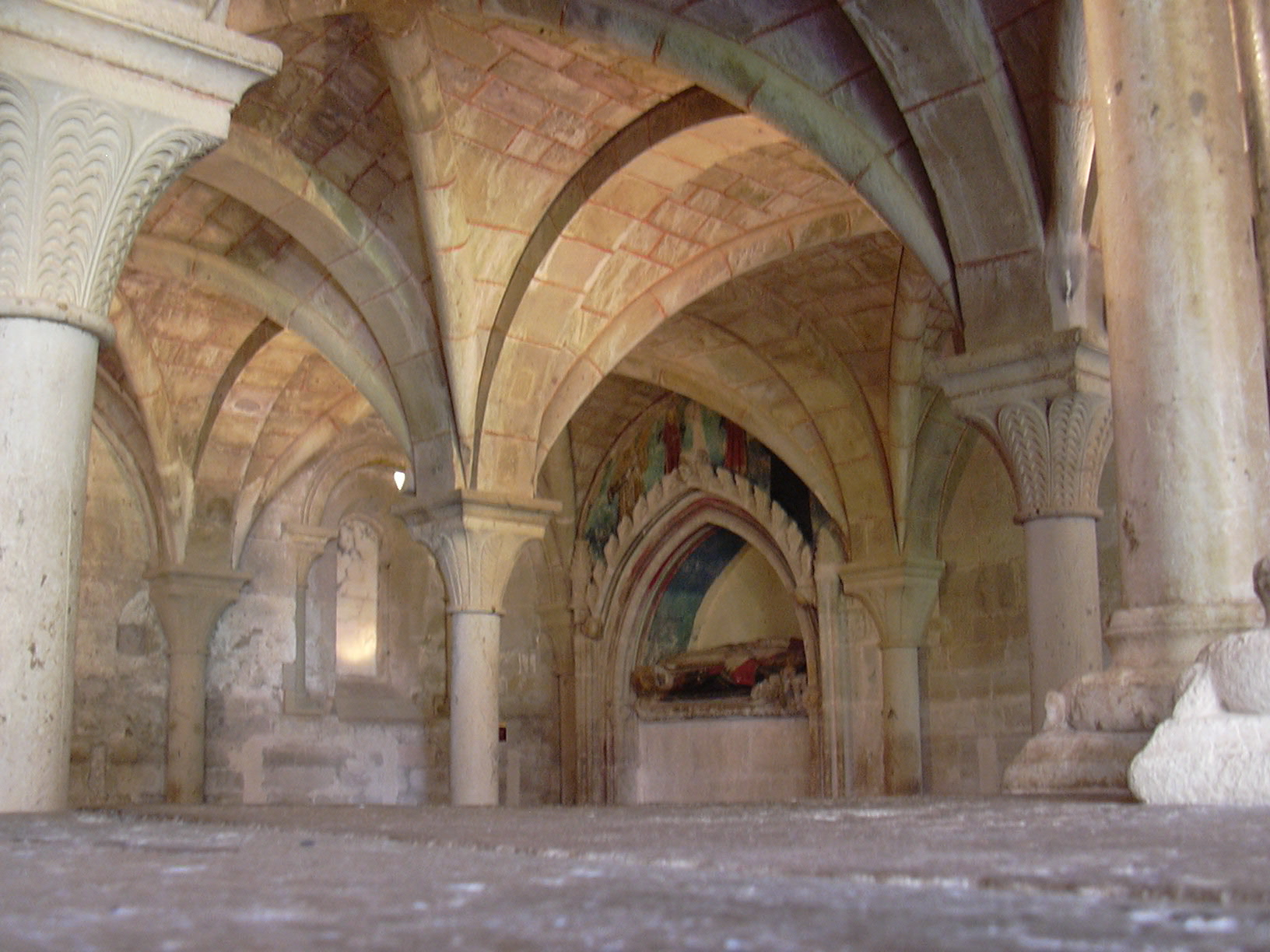
Veruela

### El dormitorio de los monjes
Regla de san Benito: ... si es posible, duerman todos en un mismo local... en este dormitorio arda constantemente una lámpara hasta el amanecer... duerman vestidos, y ceñidos con cintos o cuerdas... los hermanos más jóvenes no tengan las camas contiguas, sino intercaladas con las de los ancianos.
(...) ... y levantémonos por la noche para darle gracias...

Dormitorios de monjes
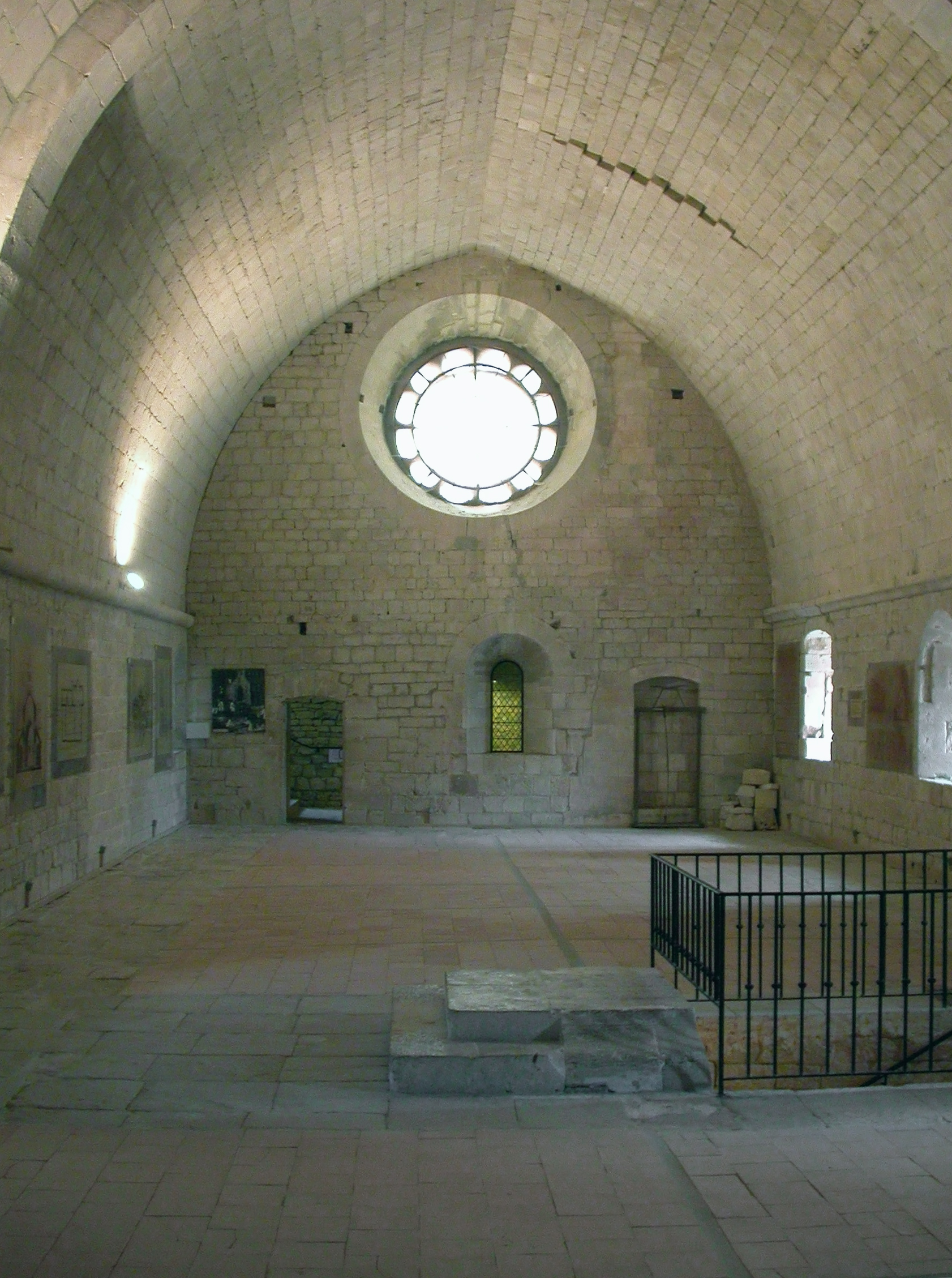
Senanque
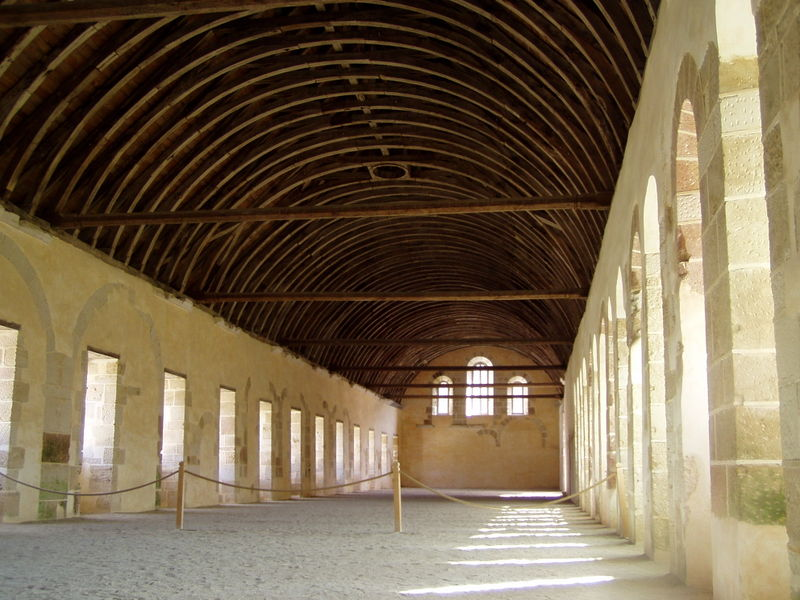
Fontenay
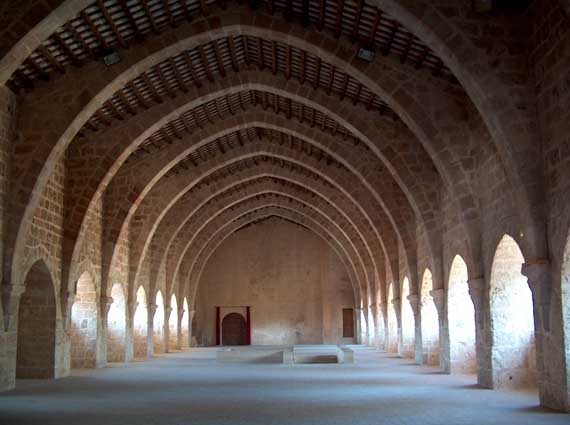
Santes Creus
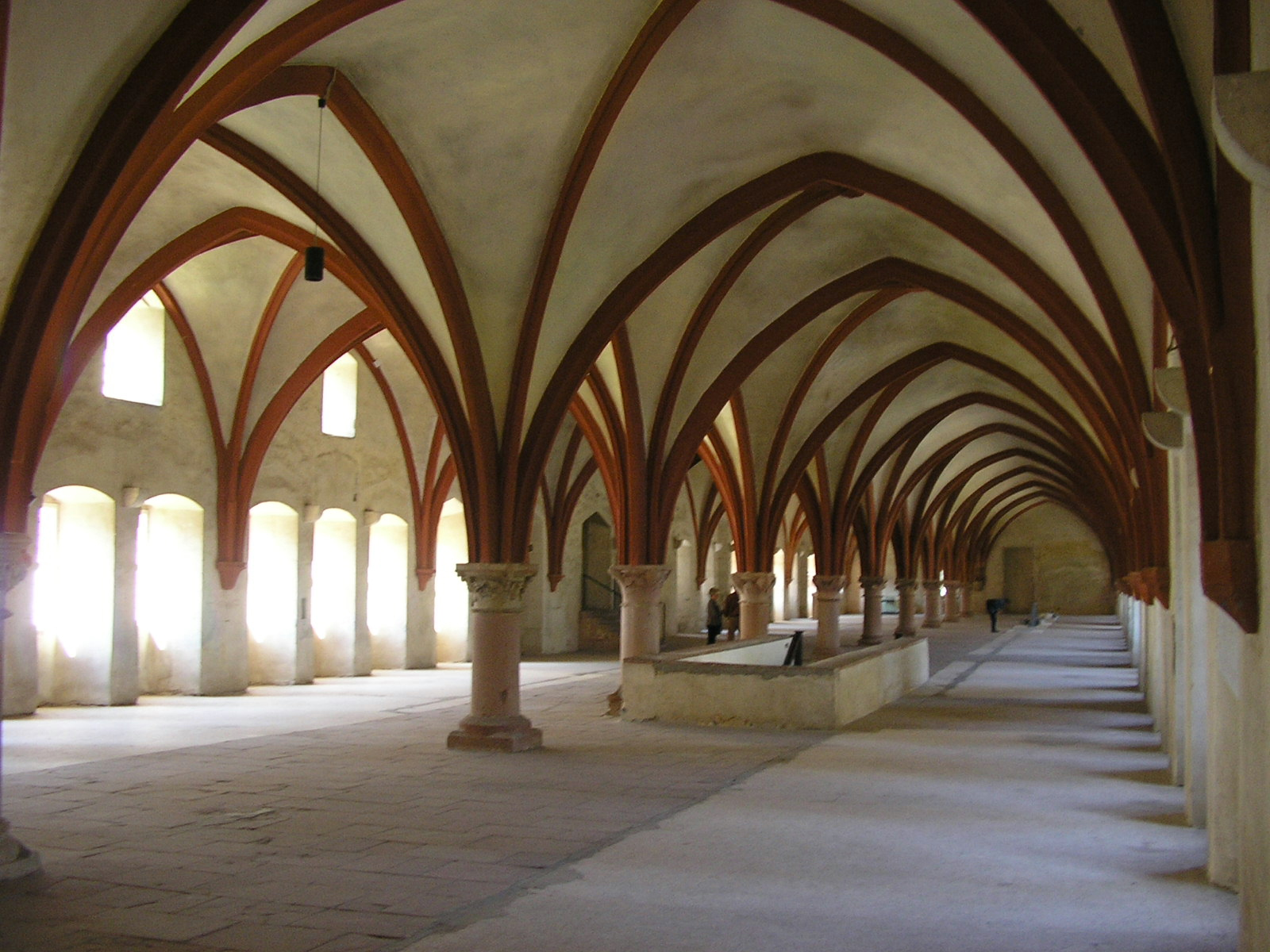
Eberbach

La Regla huye de la desnudez y del aislamiento de los monjes, por ello propugna un dormitorio comunitario y vigilado. Para ello construyeron una larga sala donde dormían todos juntos, en un primer piso con el fin de evitar humedades. Normalmente, tenía en un extremo el acceso al transepto de la iglesia por la escalera de maitines y en el extremo opuesto el acceso a las letrinas, en el suelo, y por un sencillo hueco se accedía a la escalera del claustro. Arquitectónicamente, la bóveda es lo más interesante de esta sala.

### El lavatorio
Exordio Parvo: ...Siguiendo así la rectitud de la Regla en lo referente a su vida... despojados del hombre viejo se alegraban de revestirse del nuevo...

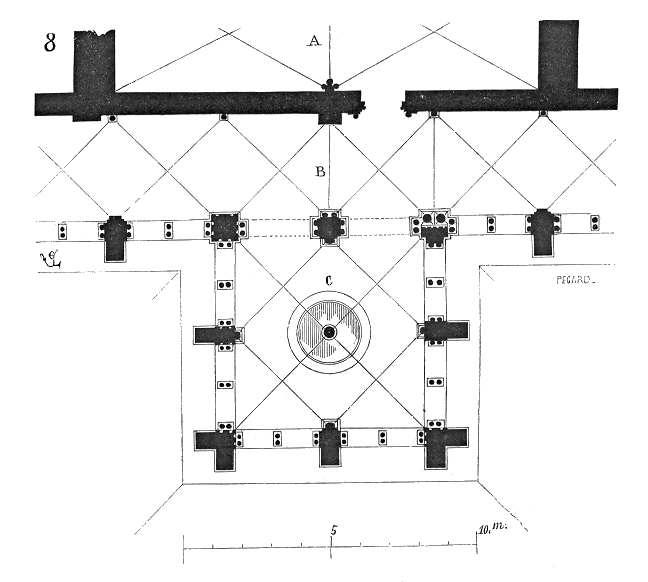
Planta del Lavatorio de Fontenay

El agua en la Edad Media tenía una simbología especial: el agua del bautismo representa la purificación y el renacimiento espiritual de la persona nueva y cristiana, el agua del Génesis es el origen del mundo, la fuente de la vida significaba la inmortalidad.
El abastecimiento de agua de la abadía era doble: para el desagüe de letrinas, usos agrícolas e industriales, se desviaba parcialmente el curso del río de forma que pasase por un extremo del monasterio; para el agua de boca y el uso litúrgico, se canalizaba agua pura de un manantial cercano hasta el lavatorio, mediante instalaciones hidráulicas de cierta complejidad para conservar la presión.
La fuente se encuentra en un pequeño pórtico cubierto, adosado al claustro, enfrente del refectorio. Según el programa de la Orden debía ser una construcción muy simple y de aspecto agradable. Resulta un pequeño templete donde se aprecia a escala reducida bóveda, arquerías, contrafuertes y fachadas.
Es una sala cuadrada o hexagonal con dos puertas, los monjes entraban en fila por una de ellas, se lavaban en grupos de 6 u 8 y salían por la otra, para entrar al refectorio. También se empleaba para el aseo personal. Litúrgicamente, se empleaba para las abluciones y los sábados se lavaban los pies unos a otros. 
Sobre la higiene de estos monasterios, se supone que no era excesiva ante la inexistencia de una sala de baño, que en esa época se consideraba un lugar impúdico. 

Lavatorios
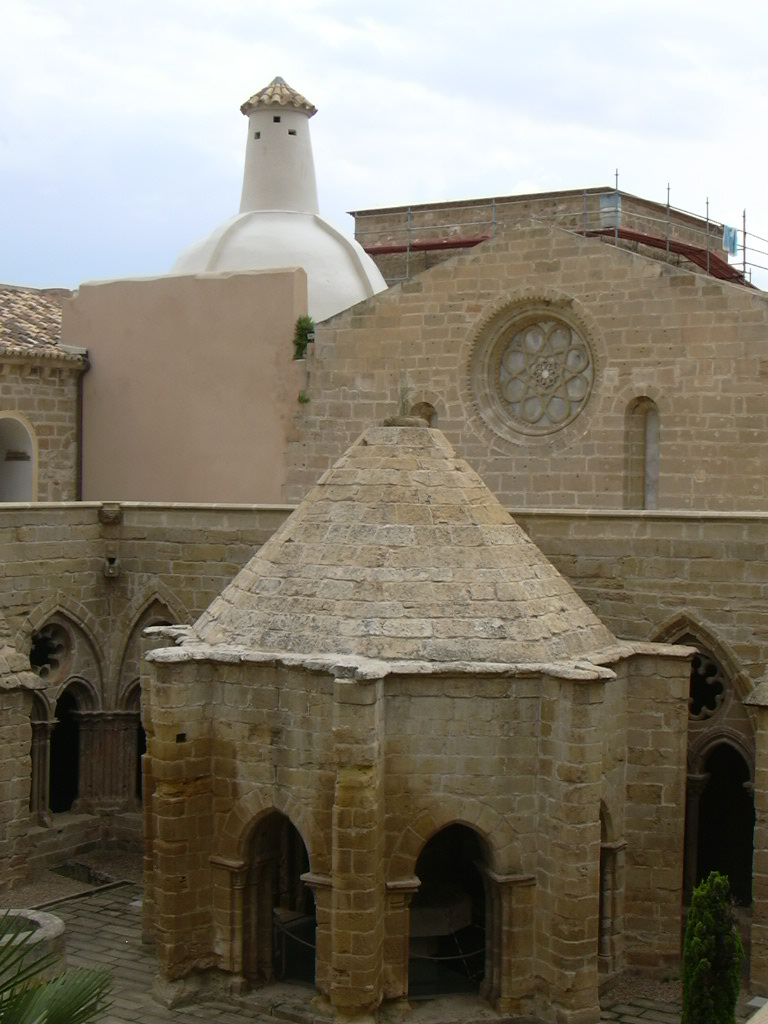
Rueda
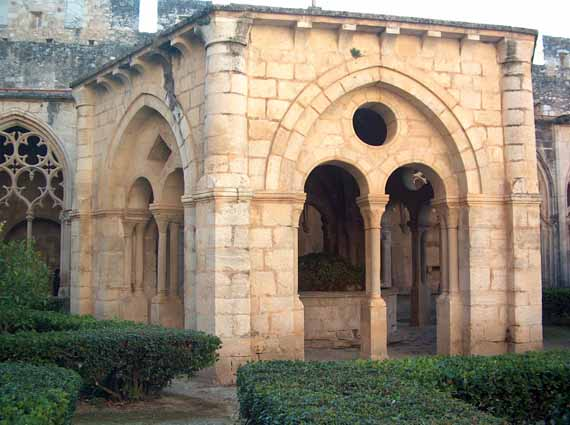
Santes Creus
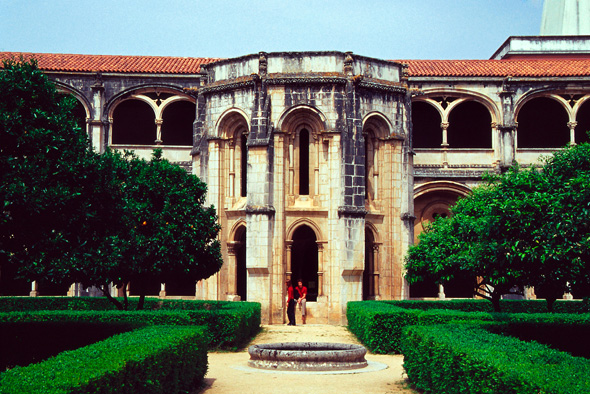
Alcobaza
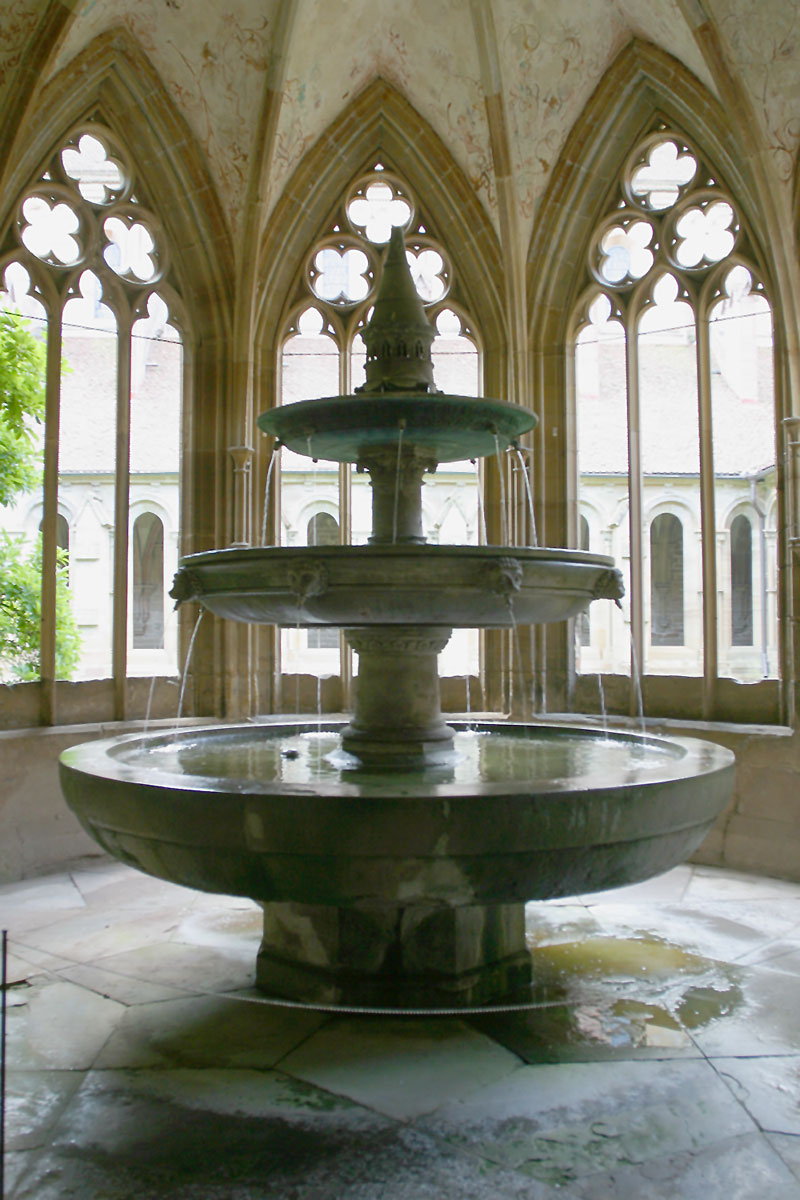
Maulbronn

### El refectorio
Regla de san Benito: ... en la mesa de los hermanos no debe faltar la lectura. Pero no debe leer allí el que de buenas a primeras toma el libro, sino... el lector... guárdese sumo silencio, de modo que no se oiga en la mesa ni el susurro ni la voz de nadie, sino sólo la del lector...

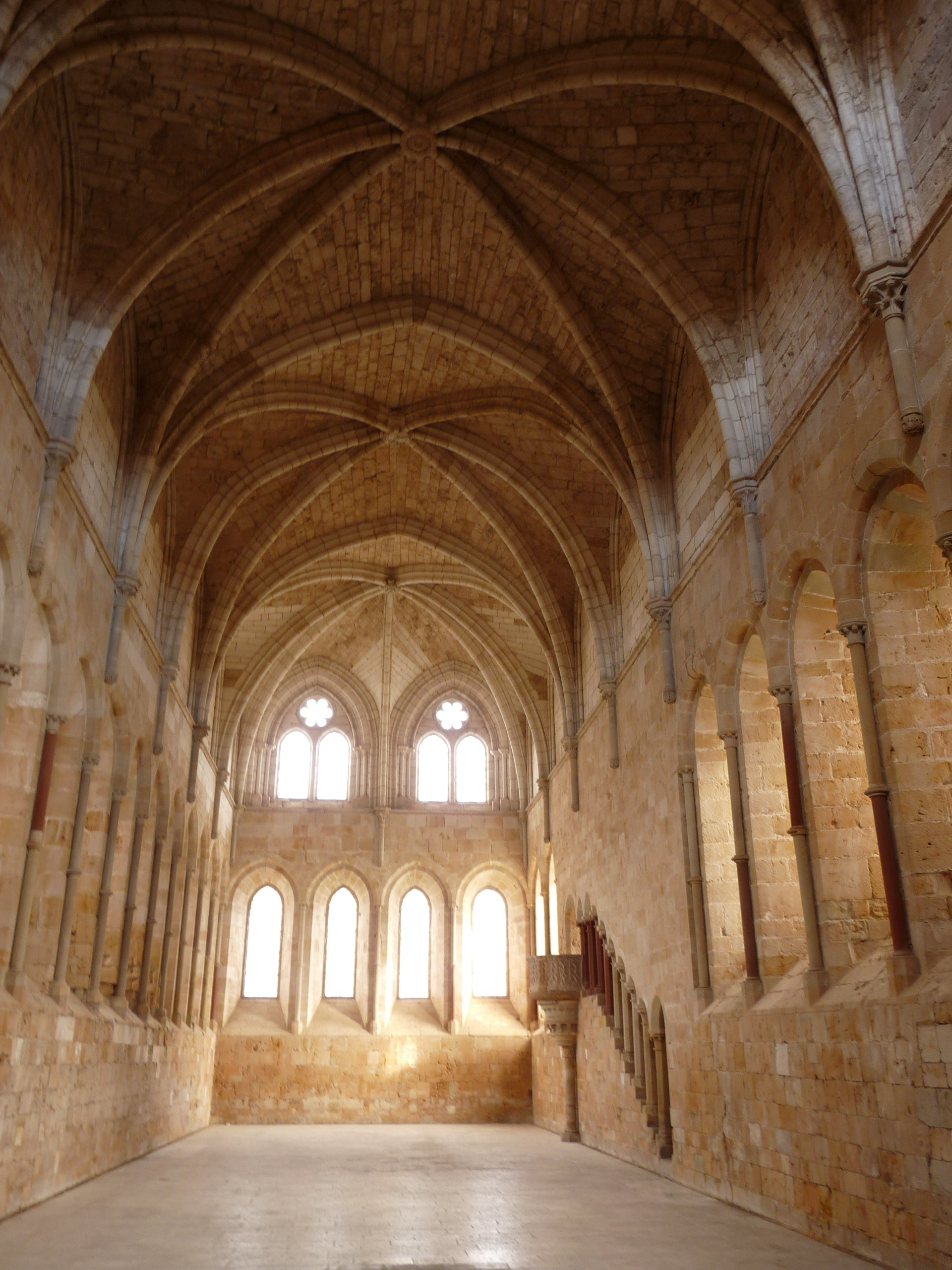
Refectorio de Huerta

En el plan cisterciense, el refectorio (comedor) y la cocina se sitúan en el ala del claustro contraria a la iglesia, la zona destinada a cubrir las necesidades fisiológicas (igual que el lavatorio o las letrinas). Tiene una disposición perpendicular al claustro.
Los monjes solo comían dos veces al día y en algunos periodos también ayunaban. No podían comer carne, aunque las aves y el pescado en la Edad Media no se incluían en este grupo. Por eso tenían palomares y piscifactorías pues era una parte importante de su dieta.
La regla establece que se coma en silencio escuchando al lector, que leía desde un púlpito textos sagrados, lo cual daba mucha similitud con los oficios de la iglesia. De hecho, los cistercienses trataron arquitectónicamente esta sala de forma parecida a una iglesia. En el refectorio de la Abadía de Huerta se comprueban las características de otros comedores cistercienses:
- nave única bastante alta,
- bóveda de crucería ojival,
- ménsulas en los muros de comienzo de los arcos,
- la escalera embebida en el muro y el púlpito del lector,
- ventanas en el muro de cabecera,
- iluminación blanca.

### Otras salas

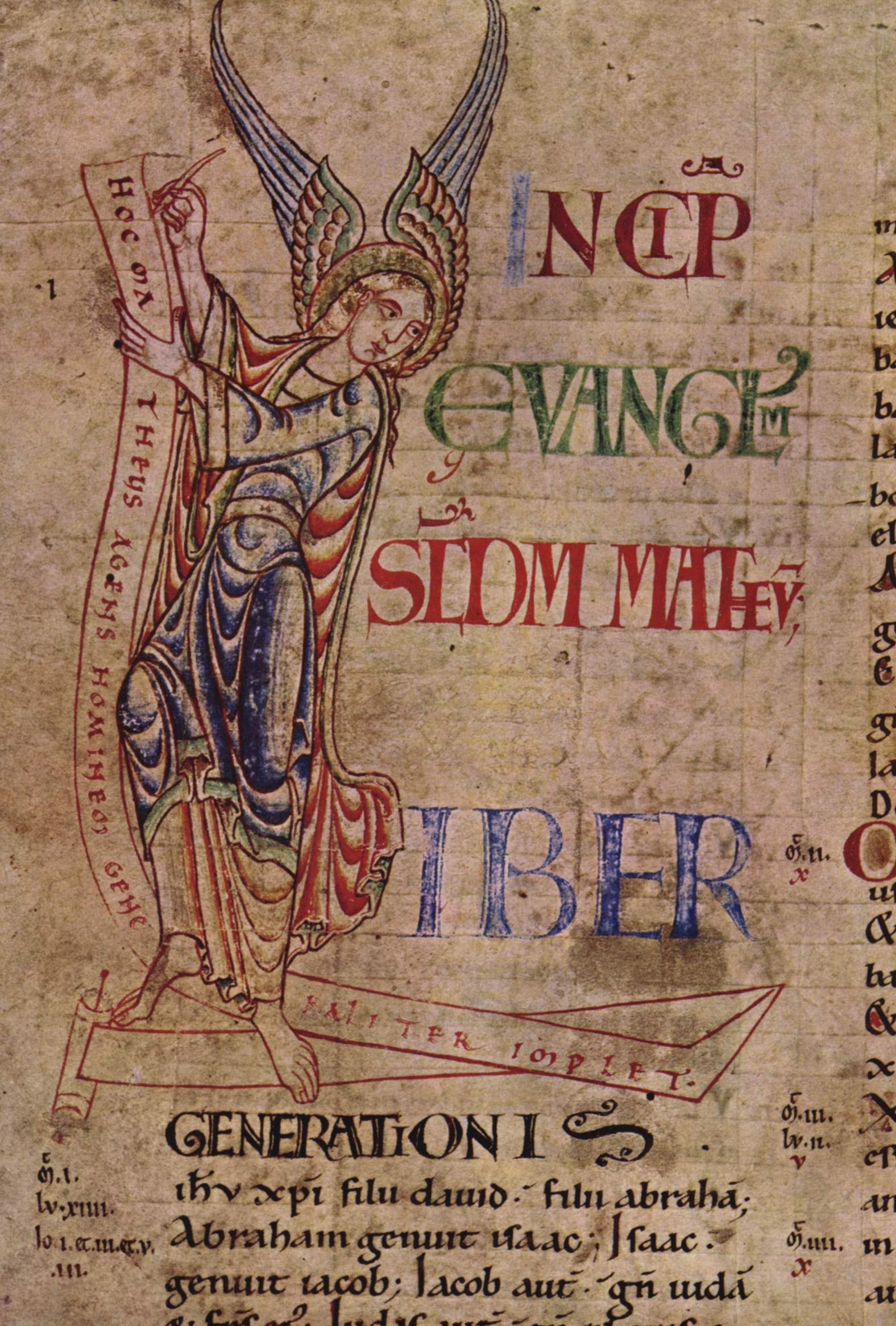
Folio de la Biblia de Esteban Harding, corresponde al primer periodo de códices cistercienses

Del resto de dependencias de los monjes, hay que destacar el scriptorium. En él, los monjes copiaban los libros sagrados y otros textos latinos. Como había muchas abadías nuevas se precisaban muchos libros y la copia en códices de pergamino era una de las actividades principales de los monjes. Se desarrollaron tres estilos en los códices cistercienses. El estilo inicial corresponde a la Biblia de Esteban Harding, era un estilo que admitía el humor, colorista y exuberante. El estilo intermedio, también en tiempos de Esteban Harding fue más grave e idealizado, corresponde a Los comentarios sobre la Biblia de san Jeronimo. El tercer estilo, impuesto por Bernardo de Claraval, corresponde a La Gran Biblia de Claraval, era muy austero, no se podía emplear oro, ni representar figuras y la escritura era monocroma con iniciales azules. El responsable del cuidado de los libros del monasterio era el monje llamado chantre y el lugar donde los guardaban, era el armarium, que estaba en el claustro junto a la entrada de la iglesia.
Los conversos habitaban el edificio oeste del claustro, casi simétrico del de los monjes. También era de dos plantas, en la inferior estaba su refectorio y los almacenes, en la superior su dormitorio y sus letrinas. En el monasterio había otras dependencias: la fragua, el molino, la enfermería, la hospedería, la portería, etc. Fuera del monasterio, las granjas de los conversos eran grupos de construcciones para las labores agrícolas e industriales. 
Todas estas dependencias se construían con técnicas parecidas. Es habitual encontrar estancias alargadas, con una fila de columnas en el centro y bóvedas de crucería o de cañón apuntadas, similares a las empleadas en la sala capitular.

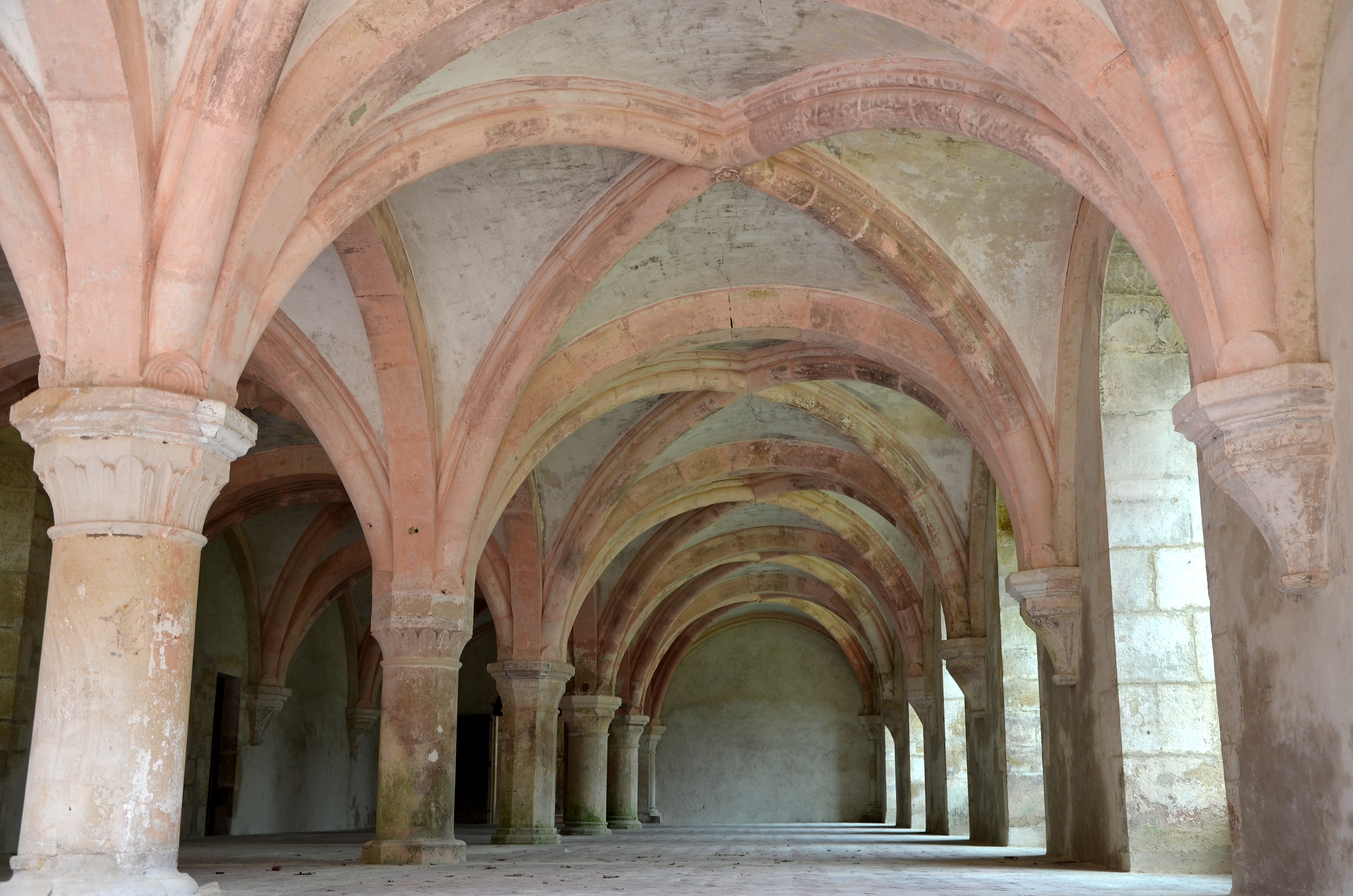
Scriptorium de Fontenay
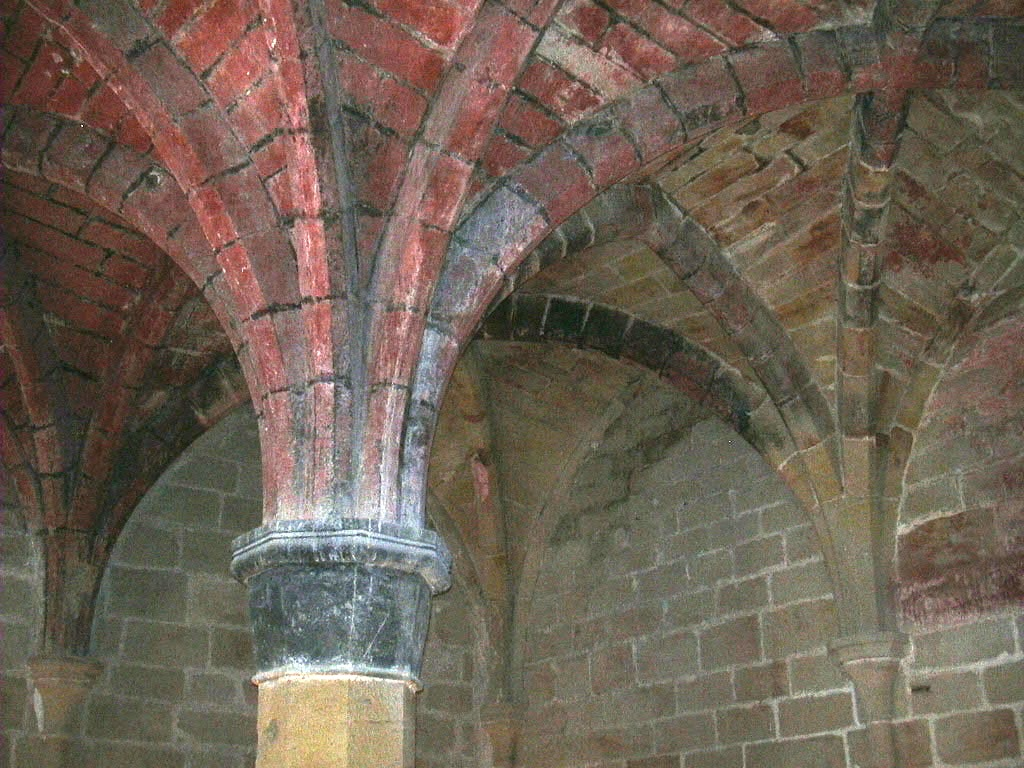
Scriptorium de Rueda
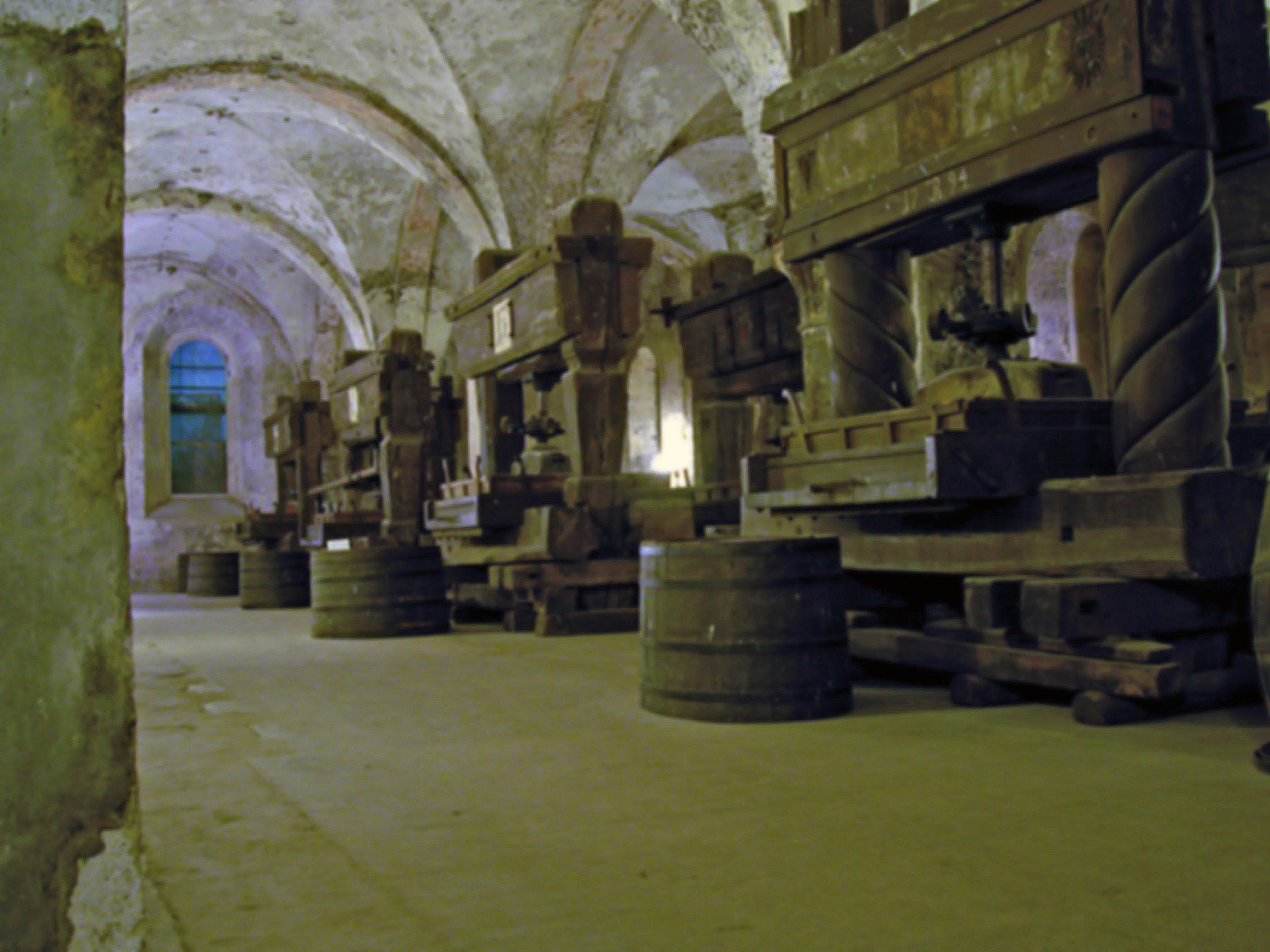
Prensas de vino de Eberbach

### El exterior
En la arquitectura exterior también prevalece la sencillez. Los cistercienses tenían prohibidas las torres en las iglesias, solo estaba permitido un linternón para las campanas que apenas sobresalía de la cubierta de la nave. La falta de un elemento tan señalado en la arquitectura exterior de una iglesia causa extrañeza.
Otra de las características de estas construcciones, igual que en los edificios románicos, son los contrafuertes de las bóvedas. Estos elementos exteriores verticales se repiten rítmicamente y dividen el edificio en módulos iguales. También, como se ha comentado anteriormente, las fachadas de las iglesias no las destacaban, ya que los monjes y conversos entraban a la iglesia por puertas interiores. Todos los edificios de la abadía estaban rodeados por un muro, tal como señalaba la descripción de la Jerusalem celestial del Apocalipsis. Sin embargo, los cistercienses no adoptaron las doce puertas que se mencionan en la ciudad celestial. 

Vistas exteriores
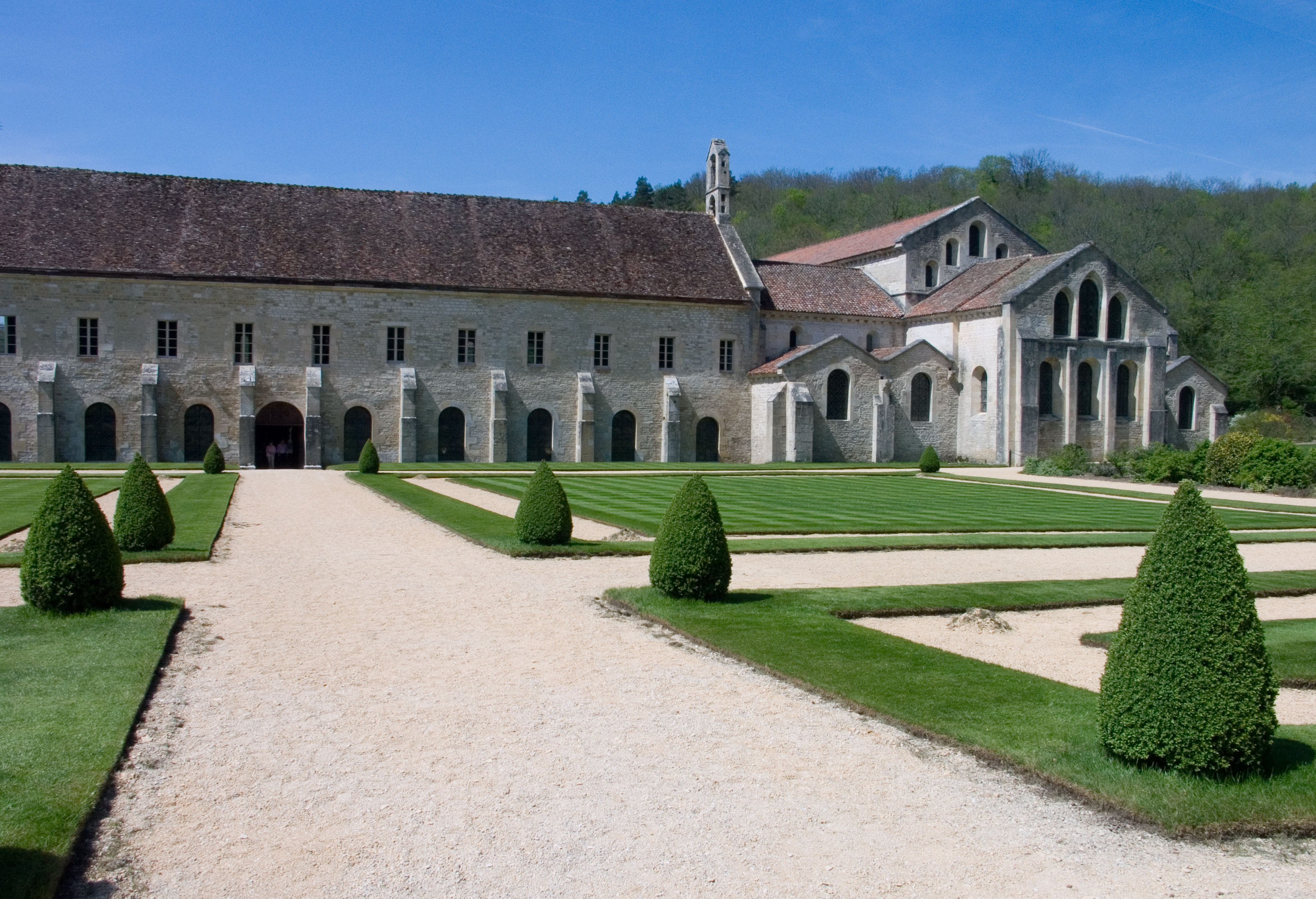
Fontenay
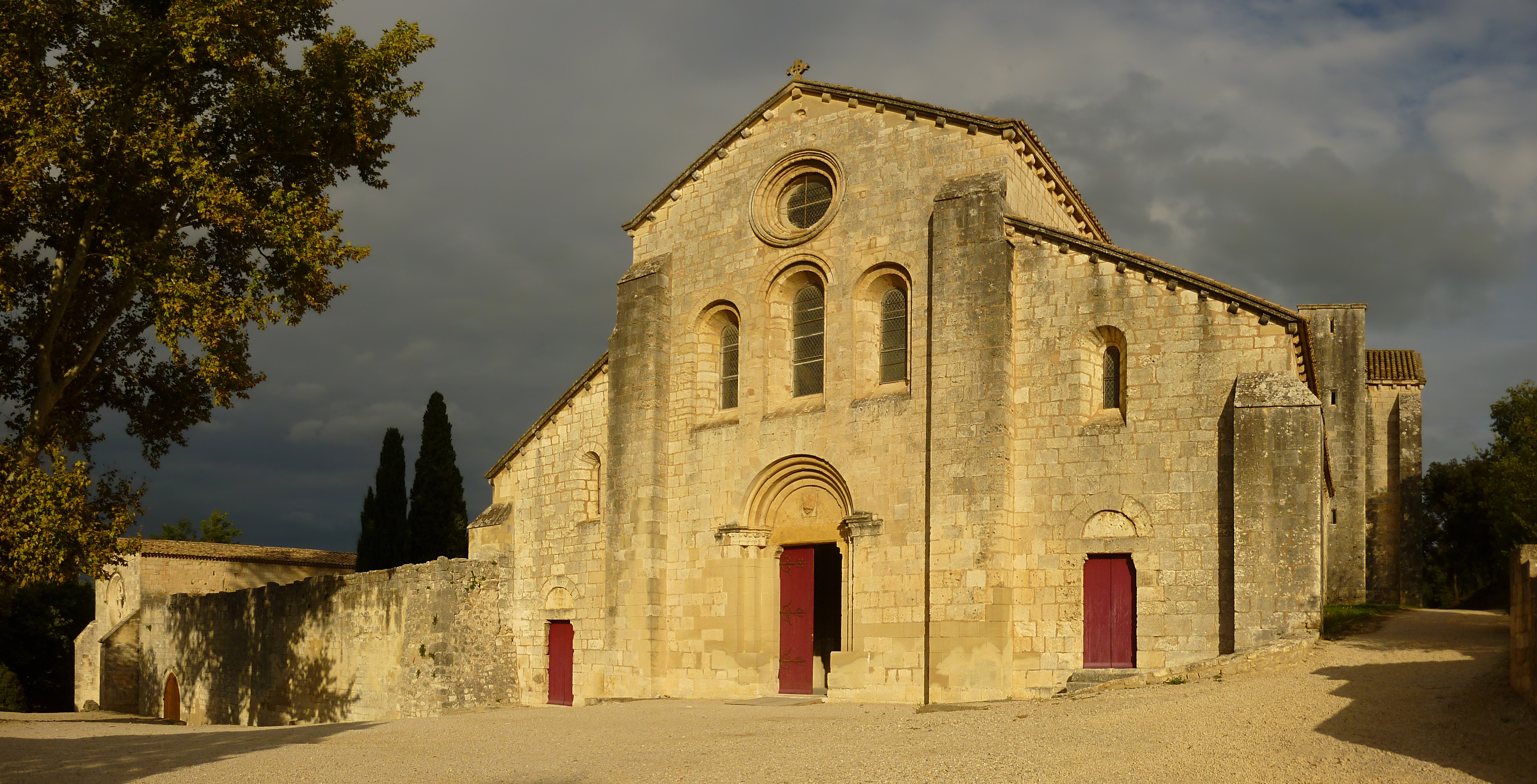
Silvacane
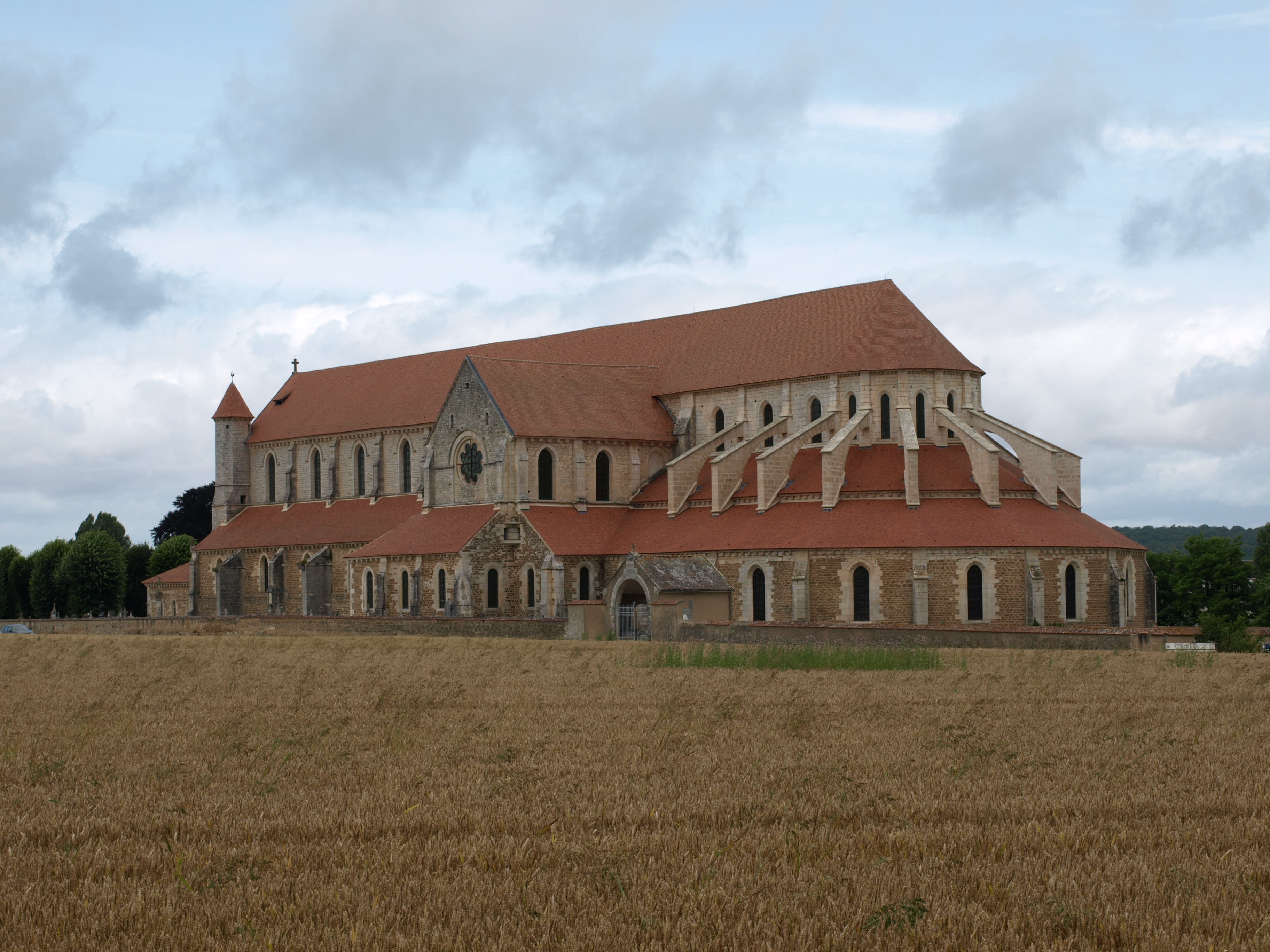
Pontigny
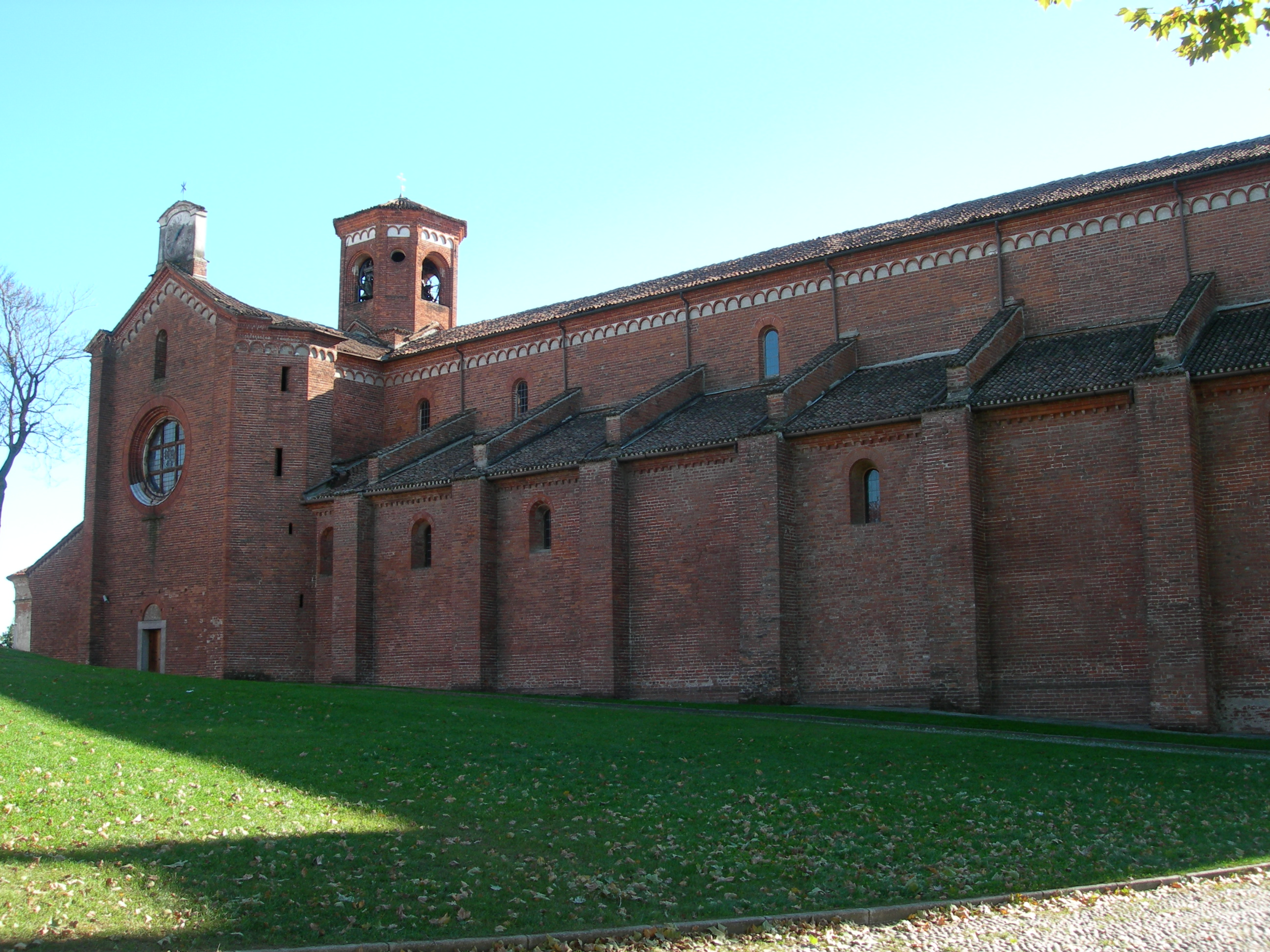
Morimondo

## Difusión del arte cisterciense

Máxima expansión de la orden a finales del

Nos referimos a las abadías medievales que se construyeron durante el siglo XII y el siglo XIII. En el siguiente siglo XIV, solo se subsistió: la guerra de los Cien Años, de 1328 a 1453, asoló el campo y las abadías, mientras que la peste negra acabó con un tercio de la población europea. A partir de 1427 comenzó la decadencia de la orden con la fragmentación en Congregaciones nacionales, desapareciendo la uniformidad de la orden.
El final del siglo XIII coincidió con la máxima difusión de la orden, unas 700 abadías. Desde entonces, las abadías que se destruían eran muchas más que las que se fundaban. Así en 1780, antes de la Revolución francesa, se habían fundado un total de 54 más, sin embargo fueron destruidas en este tiempo del orden de 350 por diversos motivos, quedando por tanto solo unas 400.
De estas 700 abadías distribuidas por Europa a finales del XIII es preciso descontar dos grupos numerosos de estética no cisterciense:
- Las congregaciones enteras que se afiliaban al Císter, como la orden de Savigny, que se incorporó con 29 abadías. También hay casos de benedictinos y cluniacenses.

- Las abadías de mujeres que se unían al Císter a partir del siglo XIII,. Eran muy abundantes en Alemania y en los Países Bajos. Se convirtieron en centros piadosos de la clase alta. Muchas de ellas fueron fundadas por reinas. Muy pocas de estas construcciones se incluyen en el grupo de las propiamente cistercienses.

A finales del XIII, La orden estaba presente en todos los países de Europa Occidental. Francia, cuna de Císter, tenía el mayor número con unas 244 abadías. Le seguían Italia con 98, el Sacro Imperio Romano Germánico con 71, Inglaterra con 65 y España con 57. Las restantes se distribuían entre Países Bajos, Polonia, Suecia, Austria, Bohemia, Hungría, Portugal e Irlanda.

## Estado actual del patrimonio del Císter

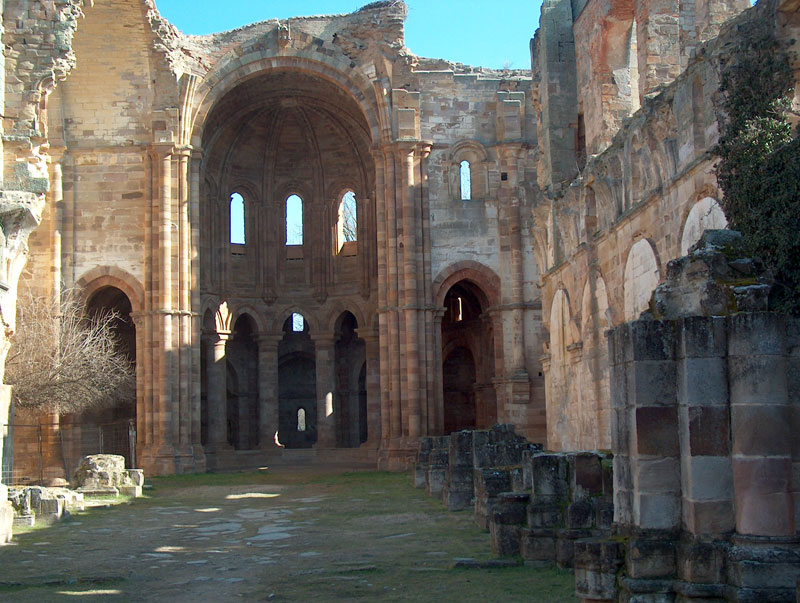
Ruinas de Moreruela

Tal como se ha señalado, de las 700 abadías de finales del siglo XIII, solo quedaban 350 en 1790. Muchas de estas últimas no se conservaban como en el XIII, pues los mismos monjes habían alterado y modernizado las vetustas dependencias medievales. 
En 1791, la Revolución francesa suprimió la orden y vendió los monasterios en Francia. La mayoría de los países de Europa imitó la medida francesa. Los compradores transformaron los monasterios en canteras de extracción de piedra, fábricas o almacenes. En general, la mayoría han acabado en ruina. 
Se ha conservado un número representativo de estos monasterios. La situación actual del patrimonio cisterciense es la siguiente:
- Francia: Después de la supresión y venta de 1791, las abadías pasaron a manos particulares. Aún con todo, es el país donde el patrimonio conservado es más amplio. Los monasterios de los Alpes y de los Pirineos forman un conjunto impresionante: Thoronet (muchos especialistas la encumbran como el mejor conjunto), Fontfroide, Silvicane y Sénanque. También Noirlac es un conjunto muy completo. Por supuesto, Fontenay del que ya se ha hablado ampliamente.

- España: La venta de los bienes religiosos, se produjo con la ley de 1835, conocida con el nombre de Desamortización de Mendizábal. De lo que se ha conservado, los más reconocidos son los monasterios de Poblet, Santes Creus, Vallbona de les Monges, Valldigna, Rueda, Veruela y Piedra,  en la antigua Corona de Aragón, el Monasterio de Oliva en el Reino de Navarra, así como el Monasterio de las Huelgas de Burgos o el de Huerta en el Reino de Castilla.

- Italia: La supresión de la orden y la venta estuvo ligada a la Revolución francesa en 1798, a procesos revolucionarios en varias repúblicas como la de República Cisalpina de 1799 y a un edicto de Napoleón en 1818. La peculiaridad de las abadías italianas es que fueron construidas en ladrillo. Las más conocidas son Morimondo, Casamari, Fossanova y Chiaravalle della Colomba.

- Alemania: la Reforma Protestante de Lutero en 1517 terminó con la orden y la venta de sus bienes. Los casos que se han salvado son pocos: la iglesia de Otterberg, lo único que queda de la abadía, está considerada de lo mejor del císter.  Maulbronn se ha conservado la totalidad de la abadía, incluso talleres y dependencias de conversos, gracias a su transformación en seminario protestante.

- Inglaterra e Irlanda: la Reforma Anglicana de Enrique VIII (1531) suprimió la orden. Solo quedan ruinas.

- Portugal: La supresión y venta de la orden sucedió en 1854. La más conocida es la de Alcobaza, declarada Patrimonio de la humanidad por la Unesco.

- Austria, Polonia, la República Checa y Hungría : No se mencionan aquí los monasterios barrocos que se construyeron en el siglo XVIII, pues son de estilo diferente al denominado cisterciense.

### Principales abadías
- en Francia:
  - Abadía de Cîteaux
  - Abadía de Clairvaux
  - Abadía de Fontfroide
  - Abadía de Fontenay
  - Abadía de Noirlac
  - Abadía de Royaumont
  - Abadía de Sénanque
  - Abadía de Silvacane
  - Abadía de Thoronet
  - Abadía  Notre-Dame de Fontaine-Guérard
  - Abadía  Notre-Dame de Bonport
  - Abadía de la Estrella
- en Italia:
  - Abadía de Santa Maria di Rivalta (Rivalta Scrivia, Alessandria)
  - Abadía de Casamari (Veroli, Frosinone)
  - Abadía de Chiaravalle di Fiastra (Tolentino, Macerata)
  - Abadía de Chiaravalle Chiaravalle (Milano)
  - Abadía de Fossanova (Priverno, Latina)
  - Abadía de Morimondo (Morimondo, Milano)
  - Abadía de Nostra Signora di Paulis (Ittiri, Sassari)
  - Abadía de Ripalta di Puglia (Ripalta, Foggia)
  - Abadía de San Galgano (Chiusdino, Siena)
  - Abadía de San Martino al Cimino (San Martino al Cimino, Viterbo)
  - Abadía de Santa Maria della Matina (San Marco Argentano, Cosenza)
  - Abadía de Staffarda (Revello, Cuneo)
  - Colegiata de Santa Maria Assunta (Amaseno, Frosinone).
  - Abadía de San Pastore (Contigliano, Rieti)
  - Abadía de Santa Maria (Follina, Treviso) patrimonio dell'ordine cistercense